# Görögország kultúrája
Görögország kultúrája több ezer éves múltra tekint vissza, az európai gondolkodás és művészetének meghatározó alapjaa mükénéi kultúrától a klasszikus Görögországon és a Római Birodalmon át a Bizánci Birodalomig. Görögország volt a nyugati kultúra és a demokrácia bölcsője. Maradandót alkottak a matematikában, a csillagászatban, az orvostudományban, a fizikában és a filozófiában is. Az irodalomban figyelemre méltó művek jelentek meg, számos műfajban alkottak örök életű remekműveket. Népszerűek voltak a lírai, epikai művek, valamint a dráma is jól ismert volt.

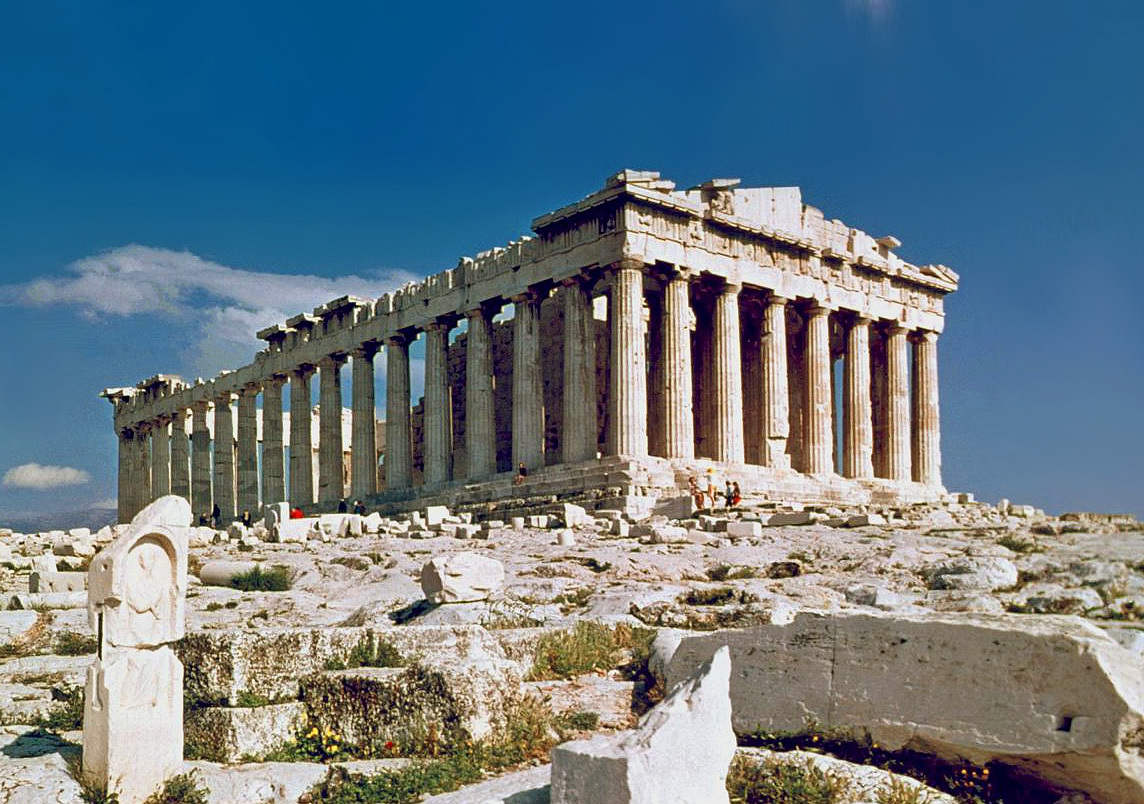
A Parthenón az ókori Görögország szimbóluma

## Kulturális intézmények
| Szárazföld: - Akropolisz (Athén) - Thesszaloniki Régészeti Múzeum |  | Rodosz: - Rodoszi Archeológiai Múzeum - Rodoszi Hidrobiológiai Intézet - Nagymesteri palota (Rodosz) - Hafiz Ahmed Aga Könyvtár |  | Kréta: - Régészeti Múzeum (Iráklio) |  | Más szigetek: |  |

## Művészetek

### Ókor
A görög volt a legelső művészi kultúra Európában, amely a természetábrázolás elevenségét a szellem kifejező erejével tökéletes egységbe olvasztotta. Az ókori görög művészet történetét három korszakra osztják:
- 1. archaikus kor a Kr. e. 8. sz.-tól a perzsa háborúkig (Kr. e. 480-ig).
- 2. A klasszikus kor a perzsa háborúktól Nagy Sándor haláláig (480—323. Kr. e.).
- 3. A hellenisztikus kor Nagy Sándor halálától Augustus koráig (323—30. Kr. e.).

## Építészet

#### Az ókori Görögország
A legrégibb nyomok szerint a görögök anyaga vályog és fa volt, később tértek át a kőépítkezésre. Szerkezeti elemei az oszlop, s a rajta nyugvó gerenda, amely a cserépfedésű nyeregtetőt hordja. Az oszlopok kiképzése szerint megkülönböztetnek dór, ión és korinthoszi oszloprendet vagy stílust. A legnagyobb szabású épülettípusa a templom, amely visszavezethető a megaronra.
A görög templom alapformája téglalapalakú, oszlopsor veszi körül és meneteles fedelű, az egész kőszerkezetű. A templomokon, különösen a későbbi korban, reliefdíszeket alkalmaztak (frízek).  Legszebbek az olympiai, paestumi, selinuszi dór templomok, az athéni Parthenon, az ión stílusú Erekhtheion, az efezoszi Artemizion.
Az ógörög építészet legismertebb épületei a templomok és a színházak. Ezeken kívül épültek sztoák (oszlopcsarnokok), gymnazionok és síremlékek (mauzoleion). A virágzás korában a városépítészet és rendezés terén is jelentős előrehaladást tettek (Athén).
A lakóházaknak igen kevés emléke maradt fenn, a hellenizmus korából például a priénéi ásatások tártak fel ilyeneket: téglás oszlopos udvar (peristylion) körül helyezték el a szobákat, mint ez a későbbi pompeii lakóházaknál is látható.

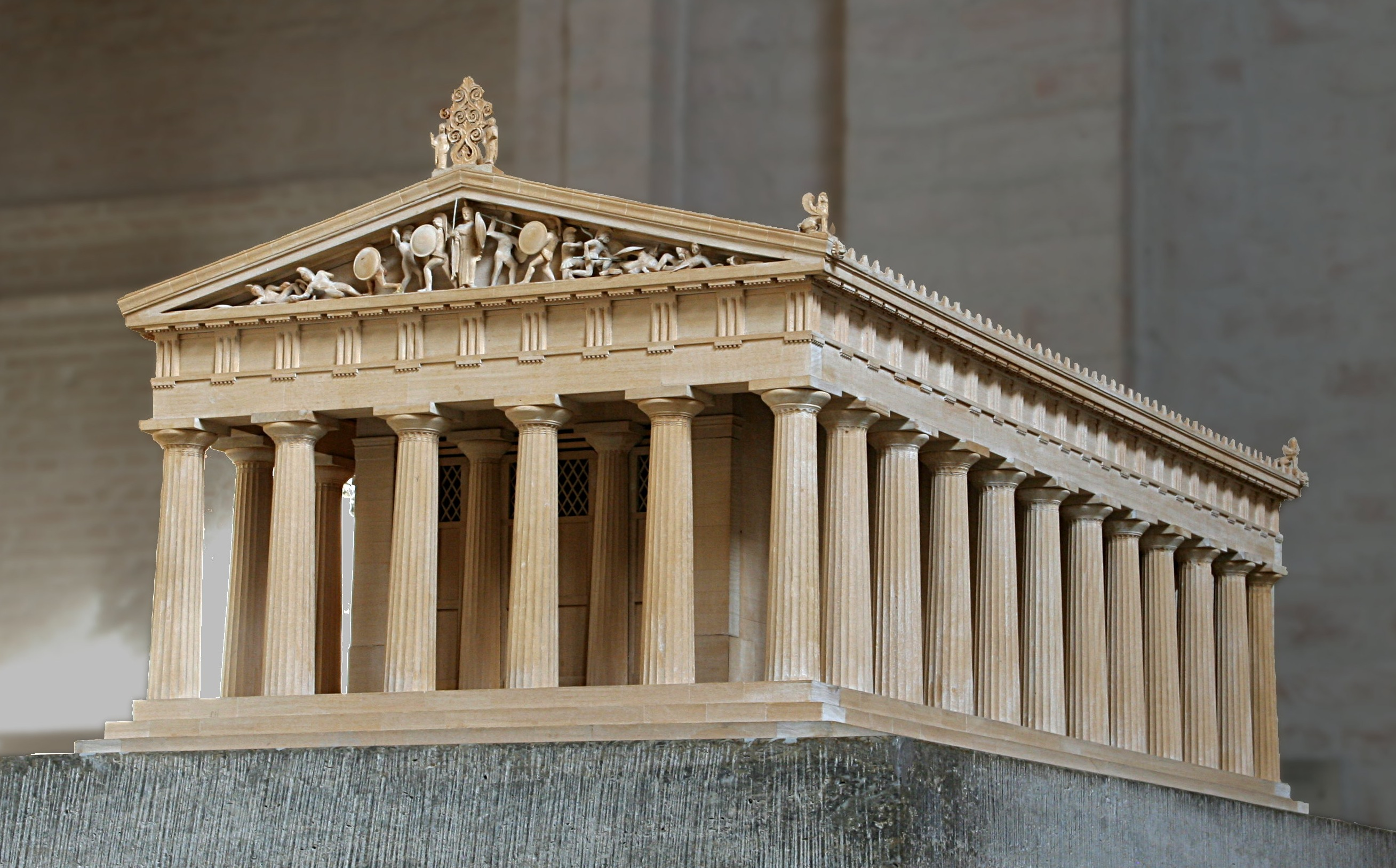
Egy tipikus dóri templom modellje
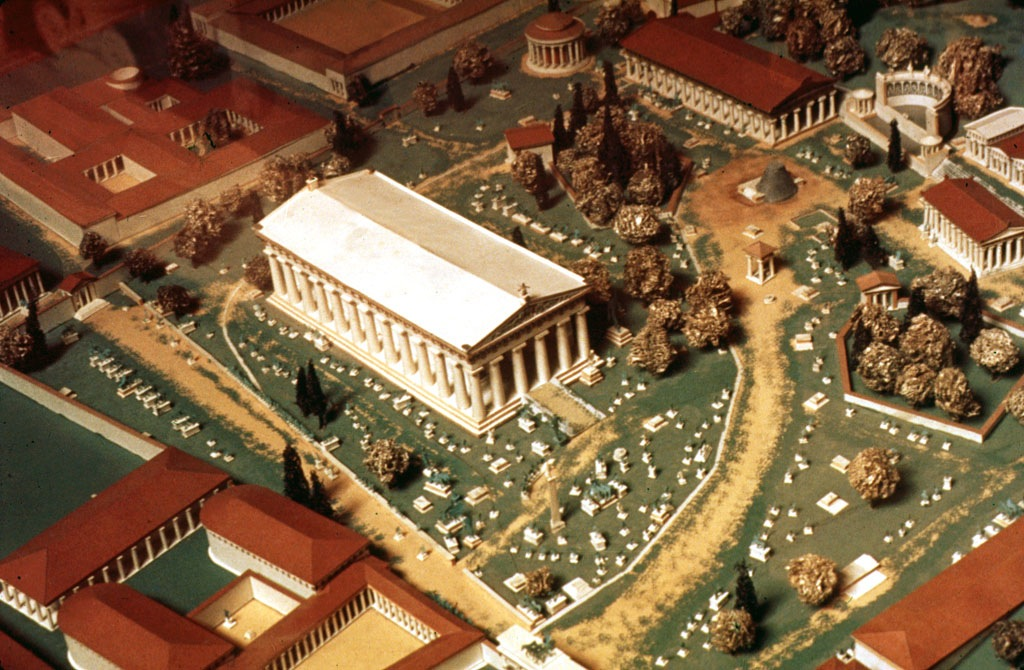
Zeusz templomának modellje, Olympia
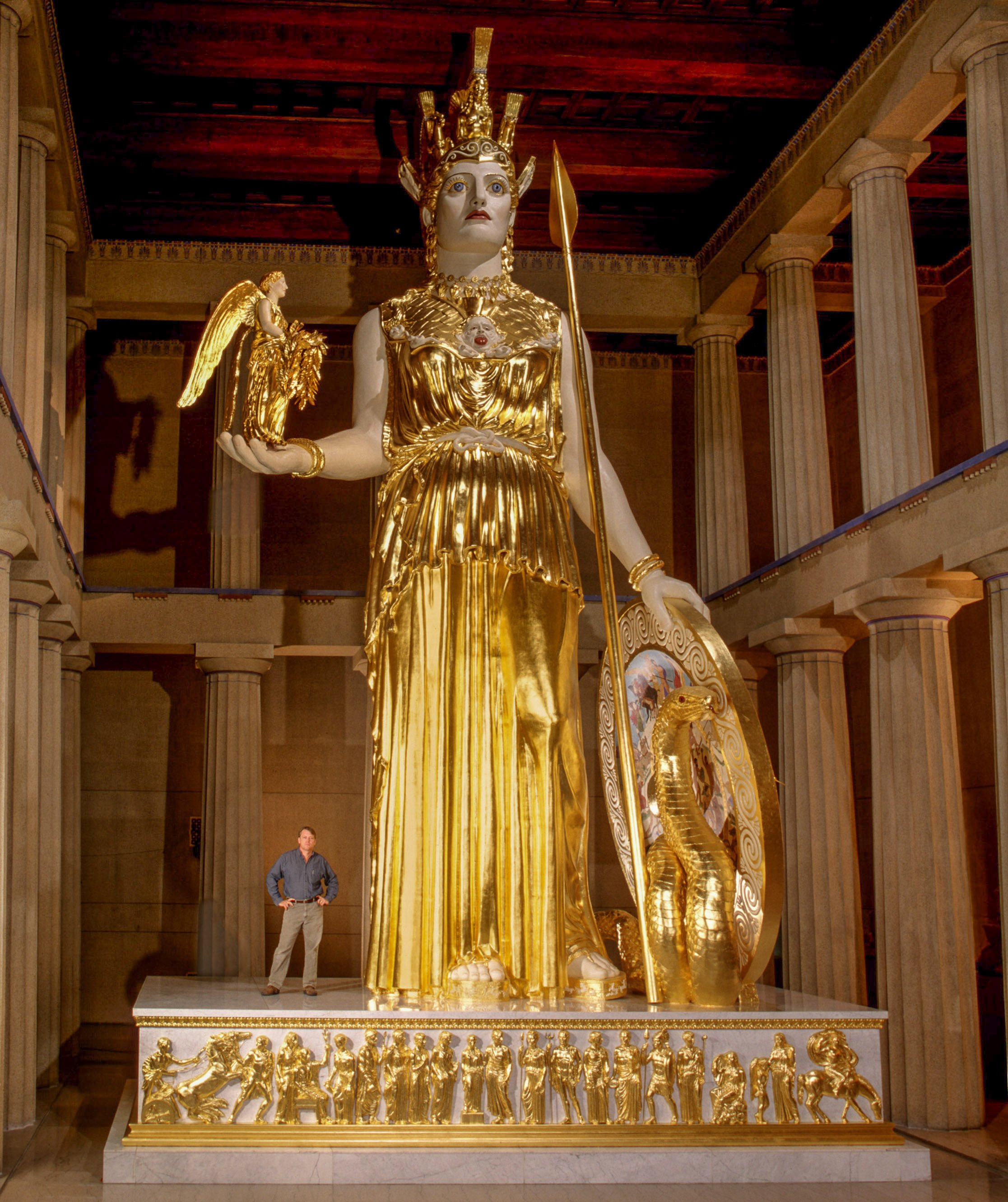
Athéné istennő modellje Zeusz templomában, Olympia
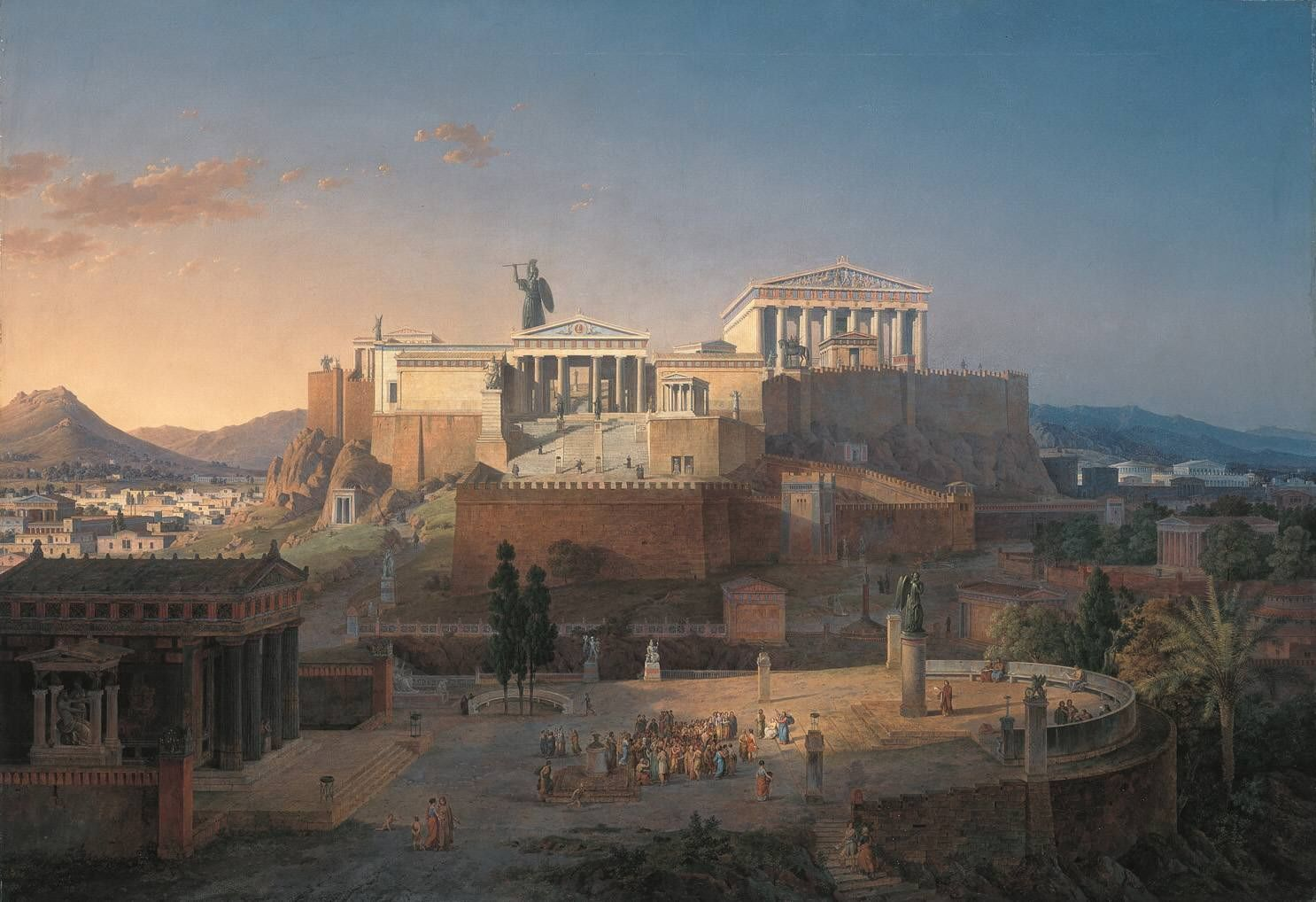
Az Akropolisz és az Areioszpagosz elképzelt rekonstrukciója
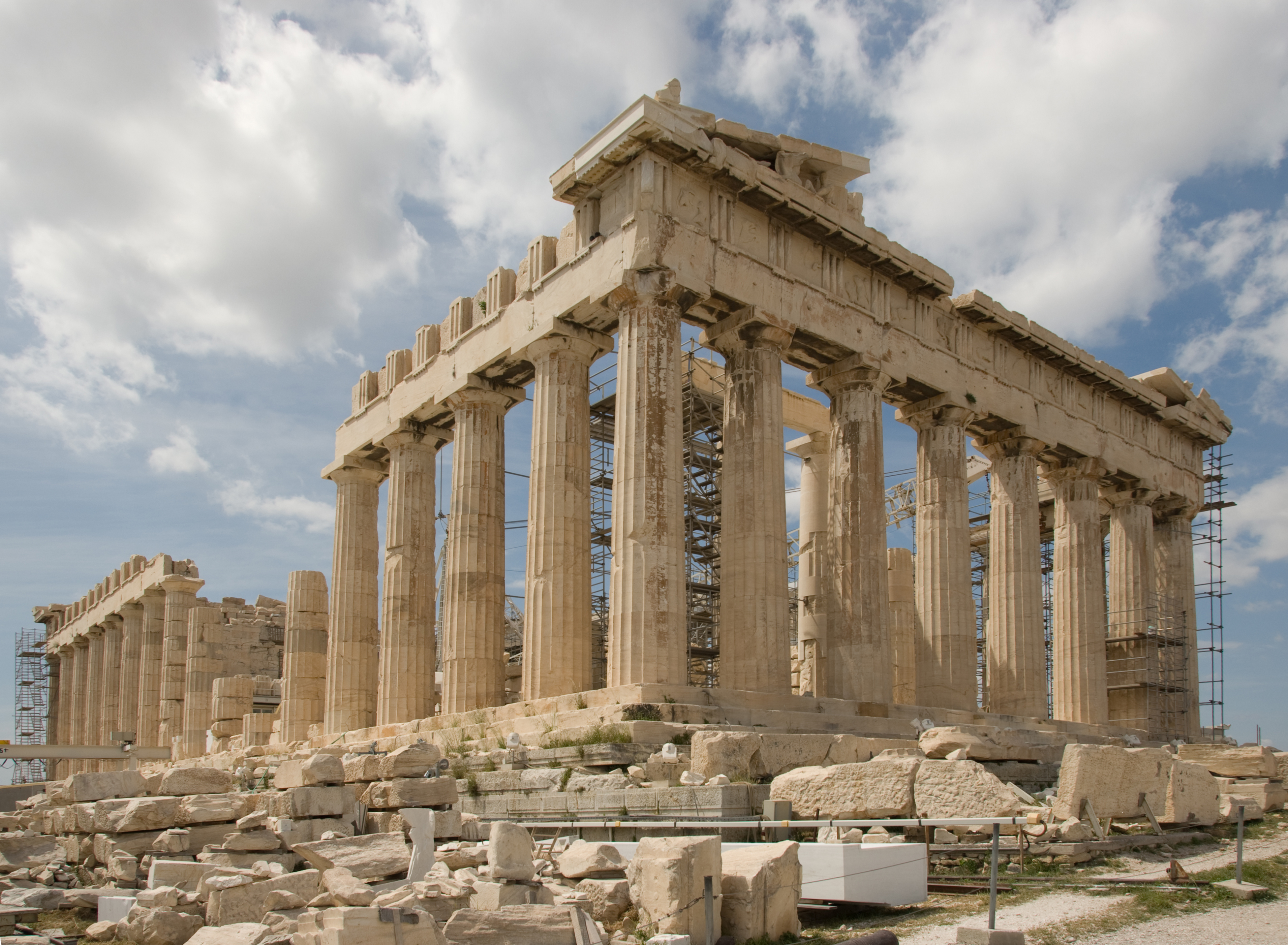
Parthenón
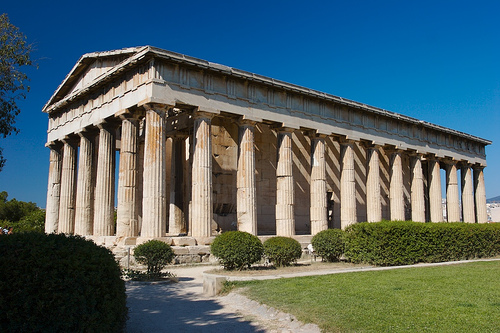
A Héphaiszteion Athénban található, ez a legjobb állapotban fennmaradt ókori görög templom
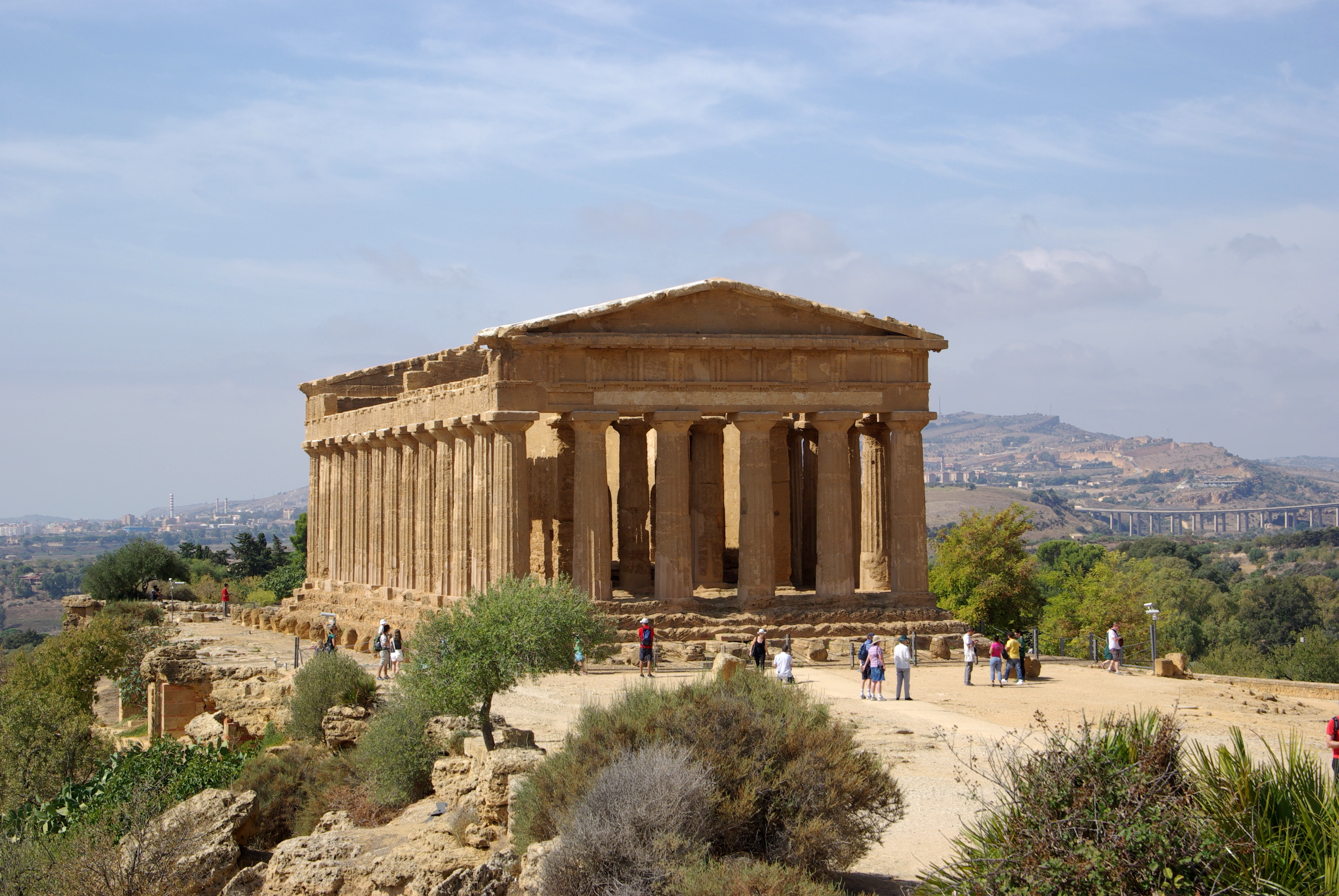
Concordia temploma, Agrigento
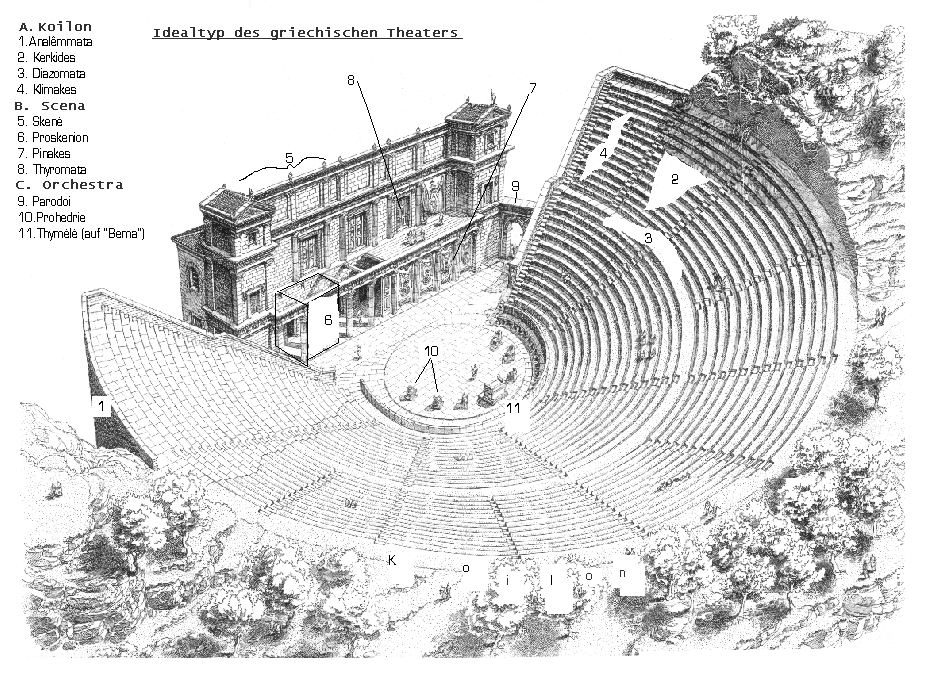
Egy színház rekonstrukciója
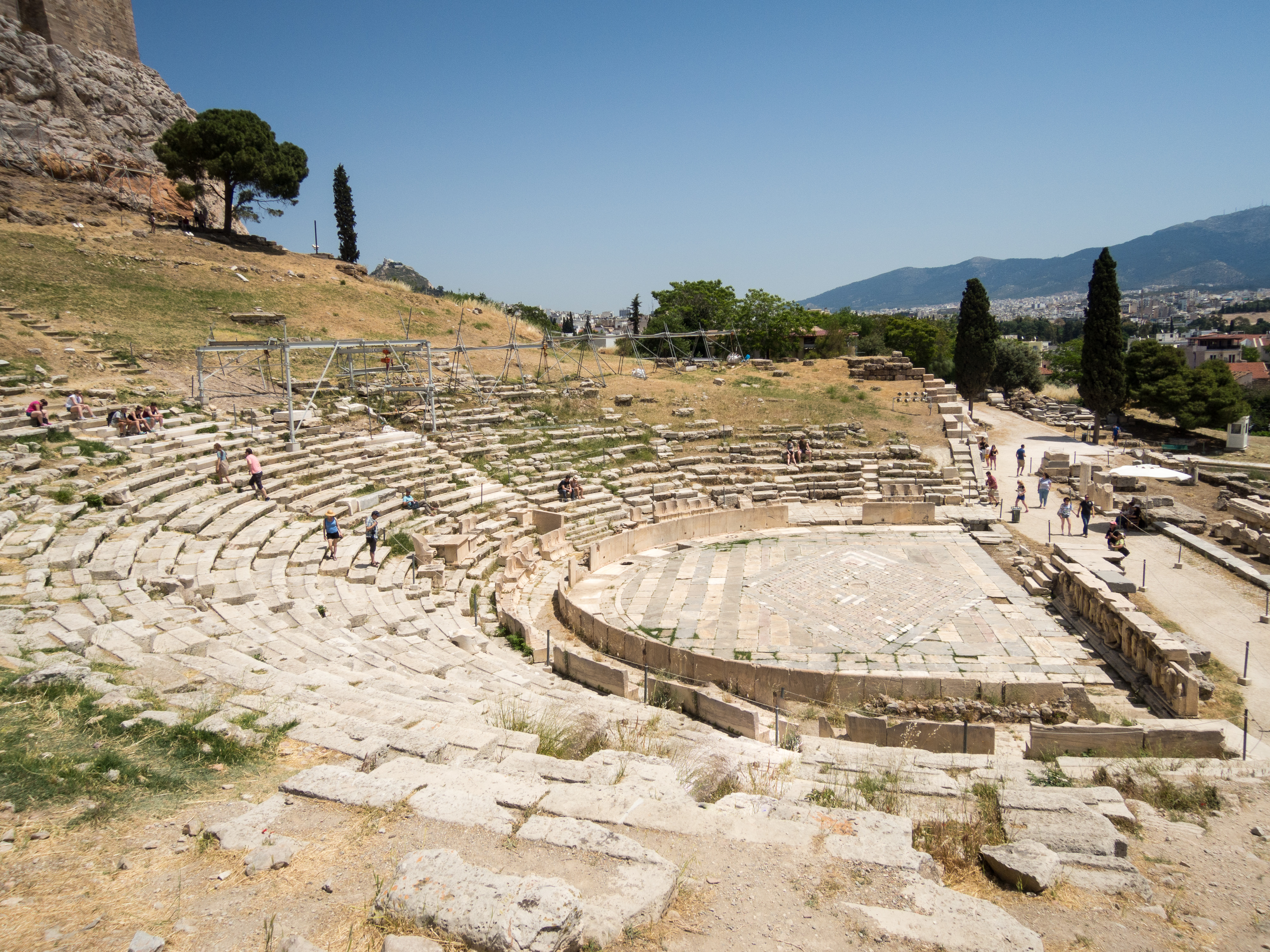
Dionysus színháza napjainkban
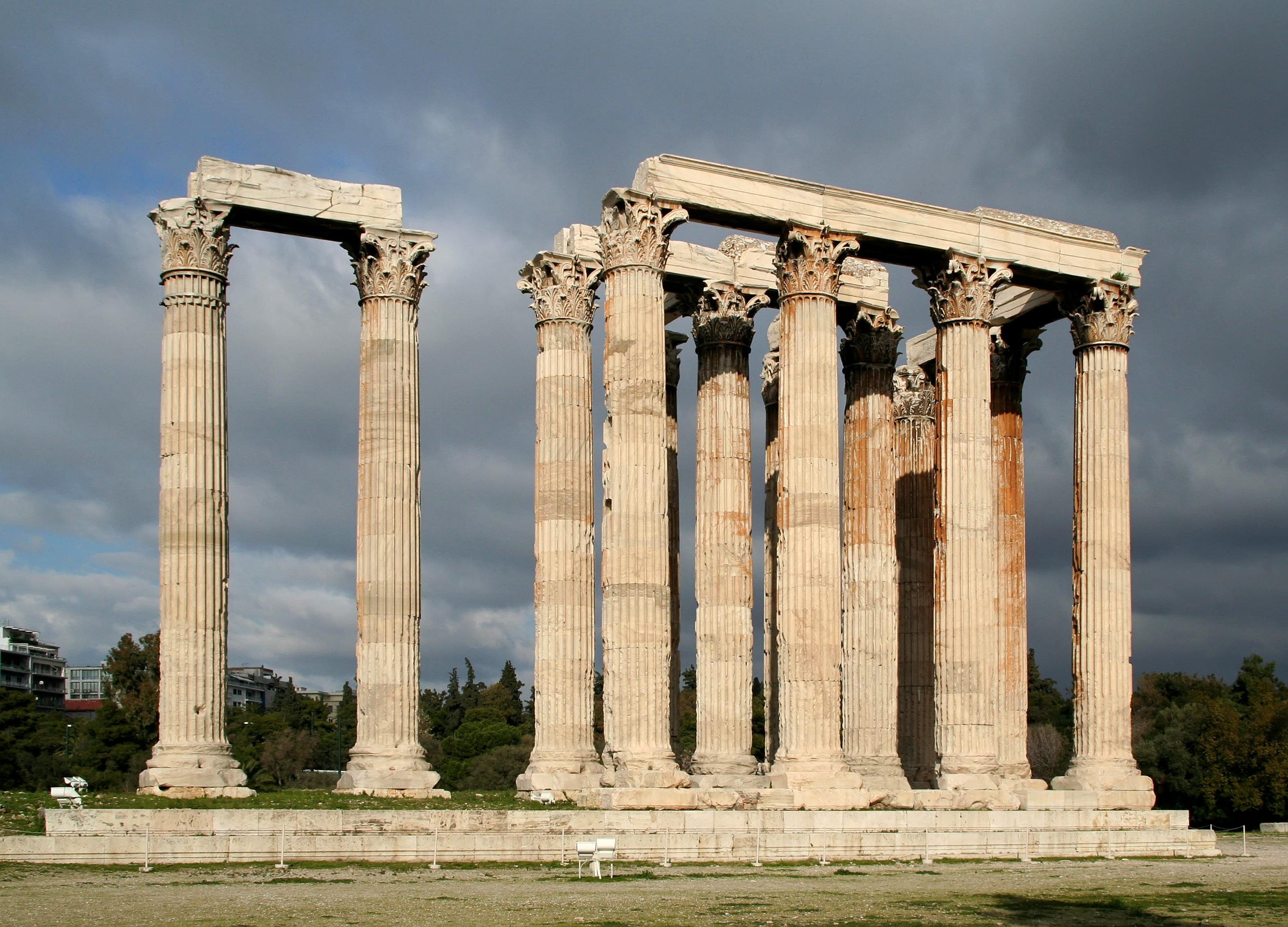
Korinthoszi oszlop
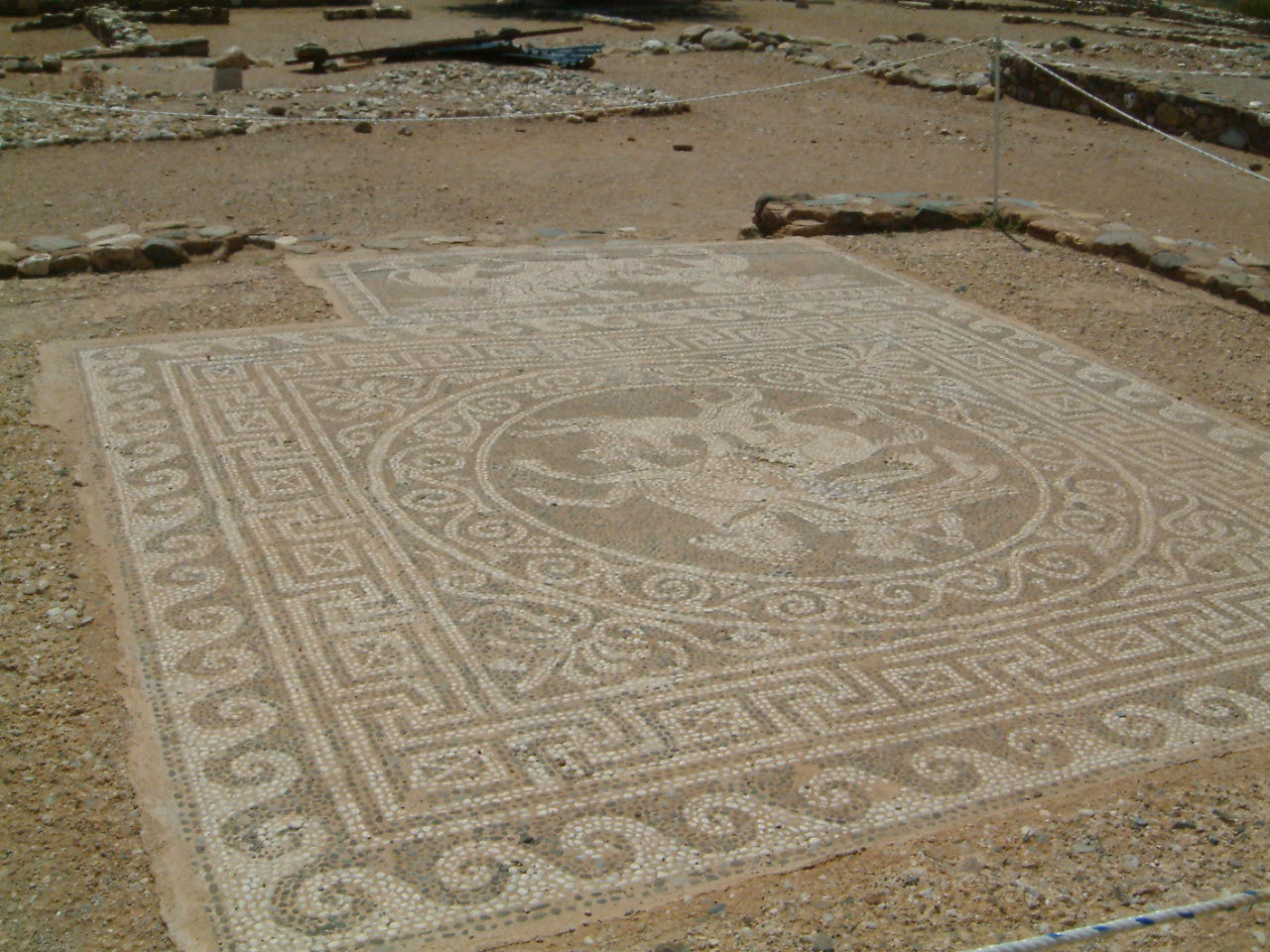
Mozaikpadló Bellerophón ábrázolásával, Olynthos

#### Bizánci Görögország
A bizánci kor alatt épült templomok legjellegzetesebb pontja a görög kereszt alaprajz volt. A kupola az építészet egyik kedvelt eleme volt. A bizánci oszloprendek a ióni és korinthoszi oszlopok keveréke.

#### Modern Görögország
A török hódoltság alatt főleg görög ortodox templomok épültek. Miután Görögország újra független lett a 19. század folyamán, a neoklasszikus építészet vált jellemzővé. Jelentős építészek befolyásolták az építészetet, mint például Theophil Hansen , Erns Ziller és Stamatios Kleanthis. A templomok neobizánci stílusban épültek.
A második világháború után hatalmas társasházak épültek a nagyobb városközpontokban. Az első felhőkarcolók az 1960-as években épültek, mint például az OTE-torony és az Athéni Tornyok (Πύργος Αθηνών). Az 1970-es években indult el a szállodaépítési program, melynek célja, hogy javítsa az ország turisztikai infrastruktúráját.

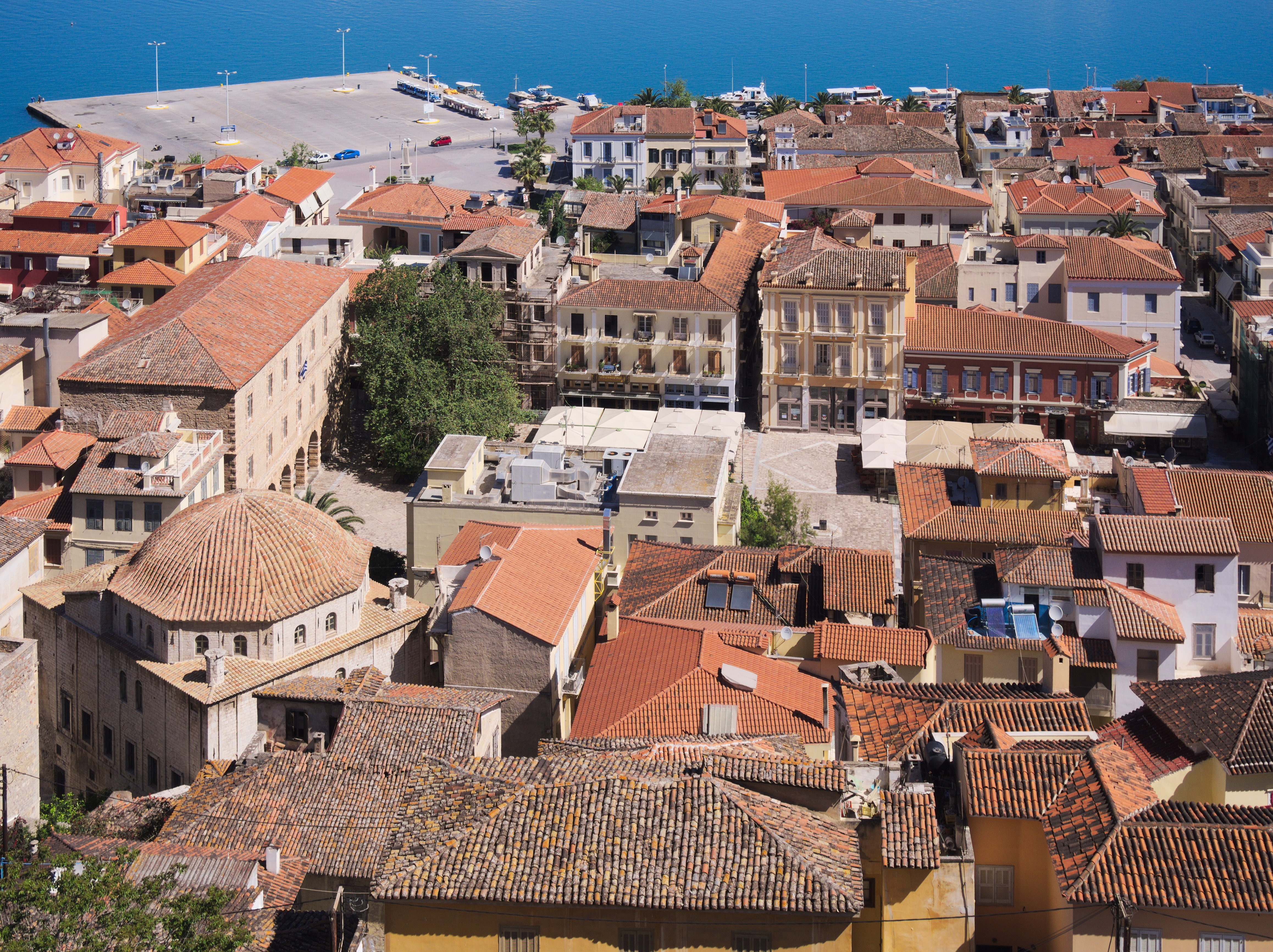
Városkép a Peloponnészoszon, Nafplio
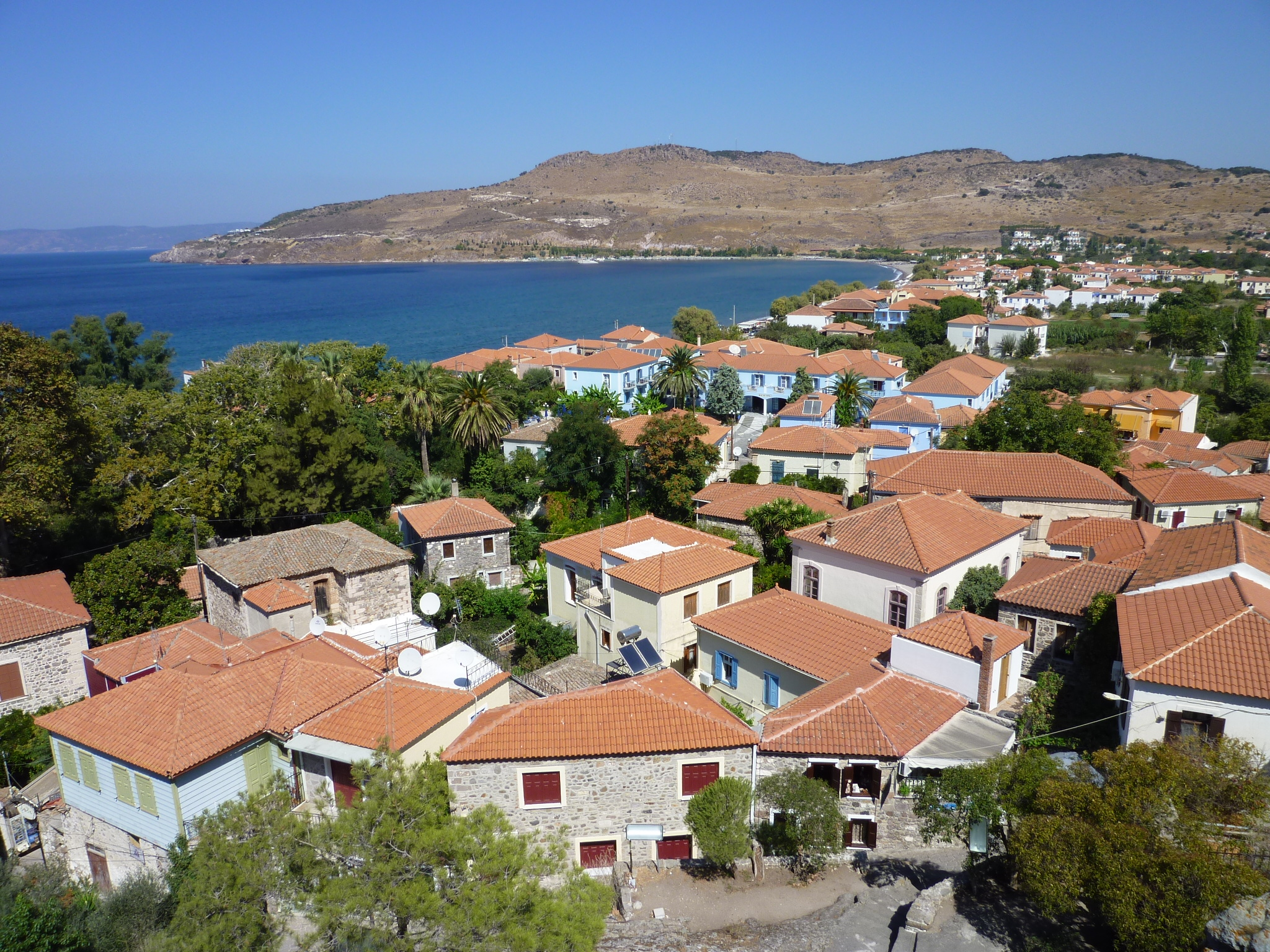
Tipikus görög falu piros háztetőkkel, Leszbosz
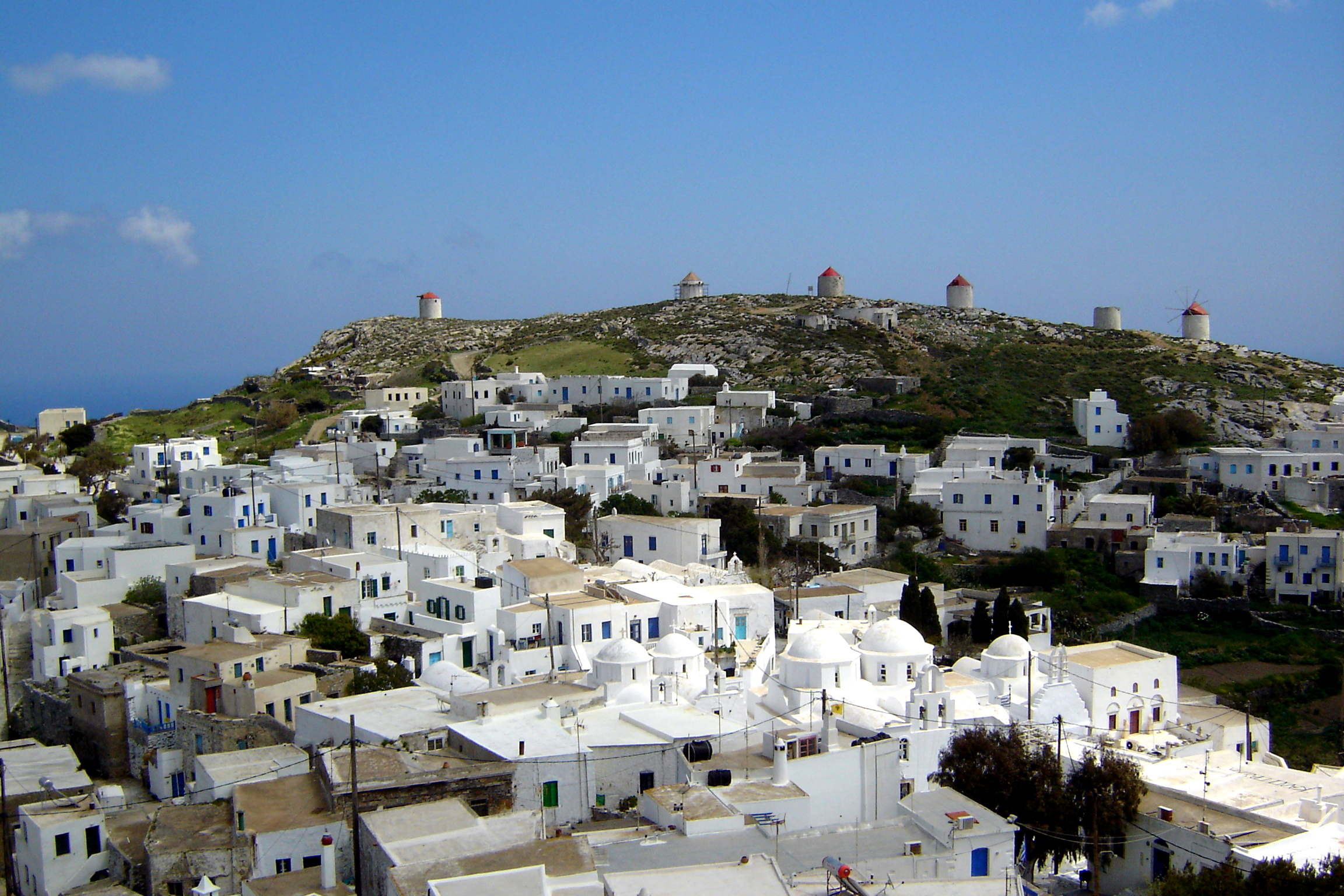
Kükladikus építészet Amorgósz szigetén
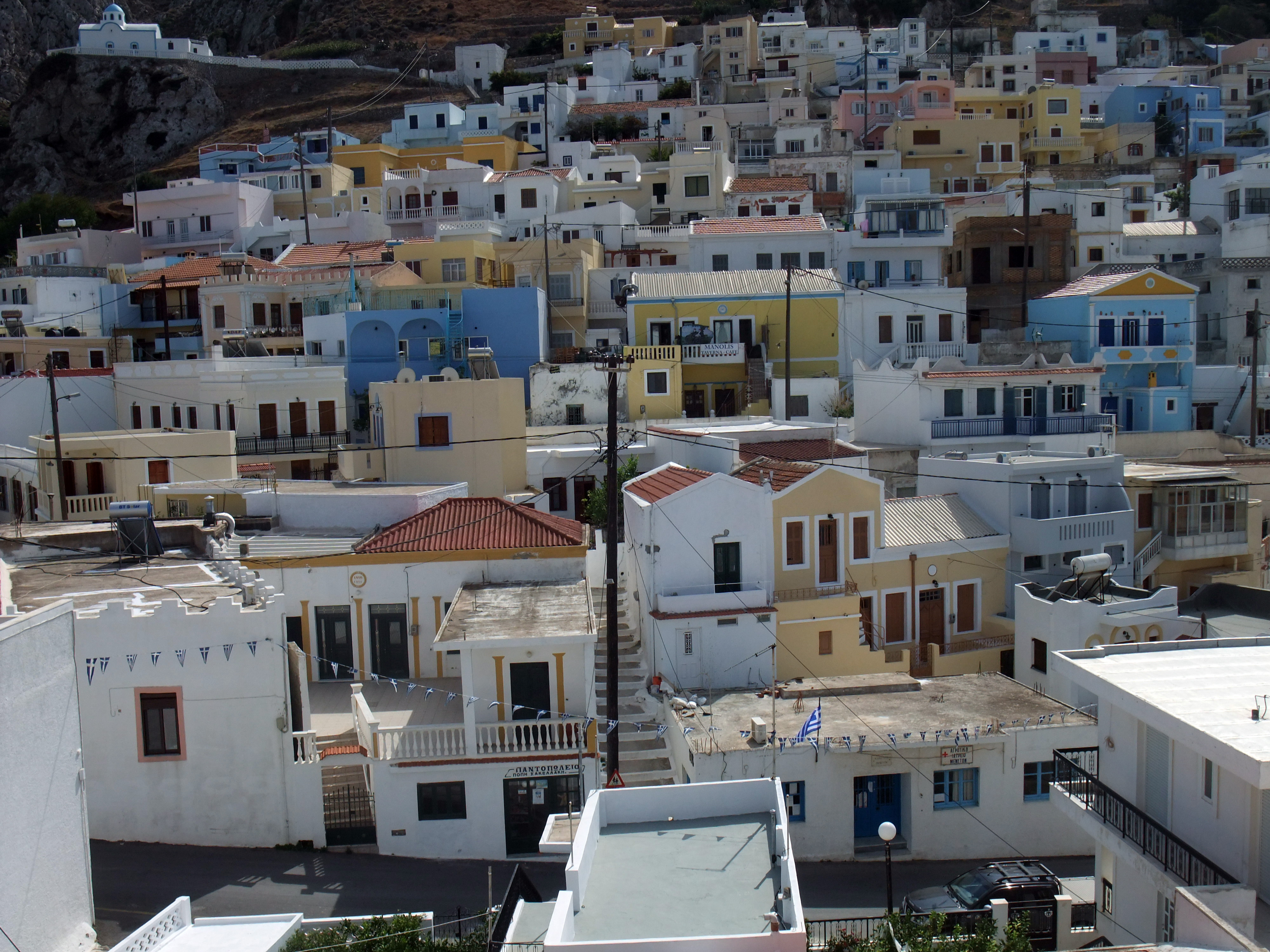
Falu a Karpathoszon
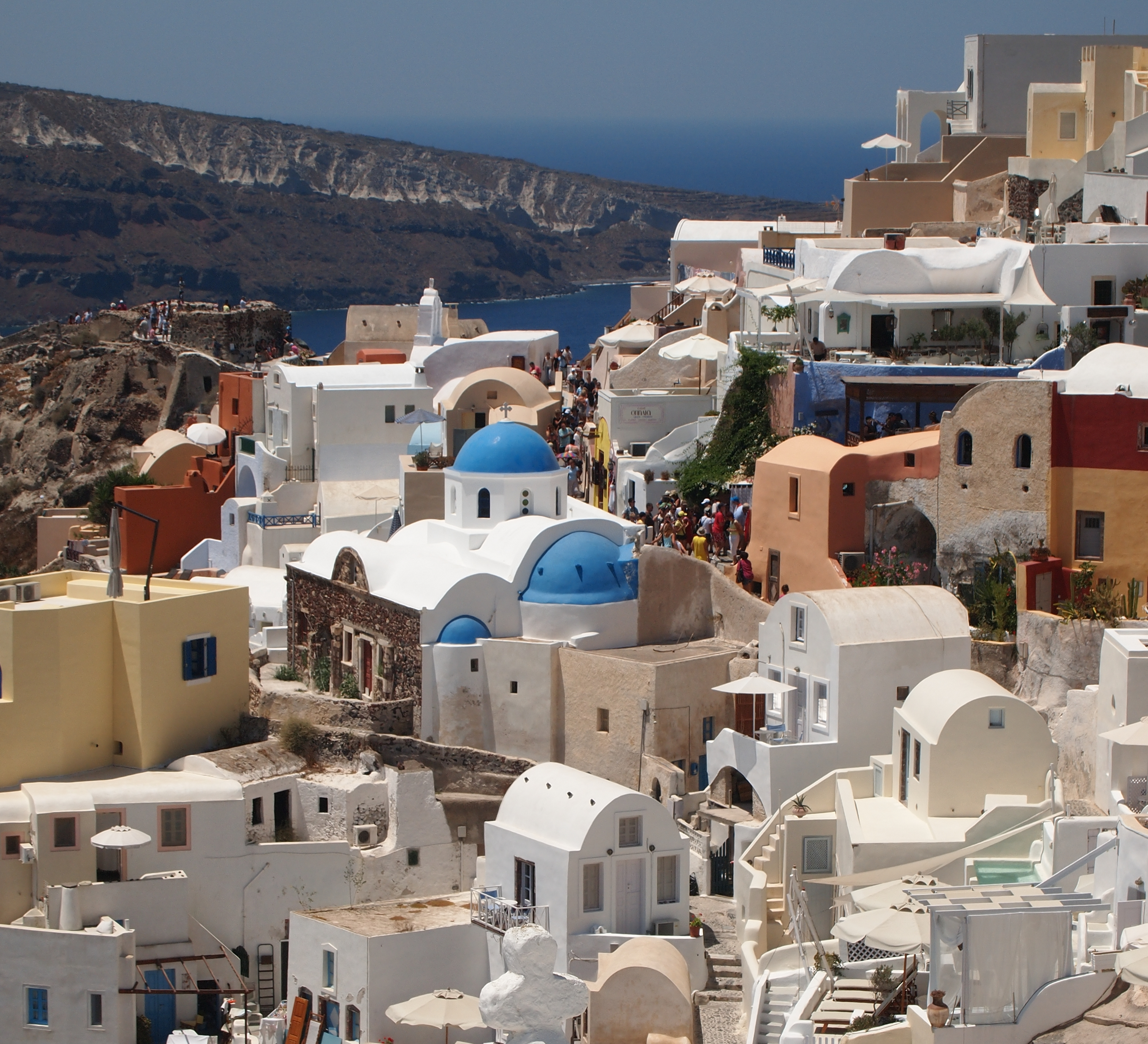
Épületek Szantorini szigetén
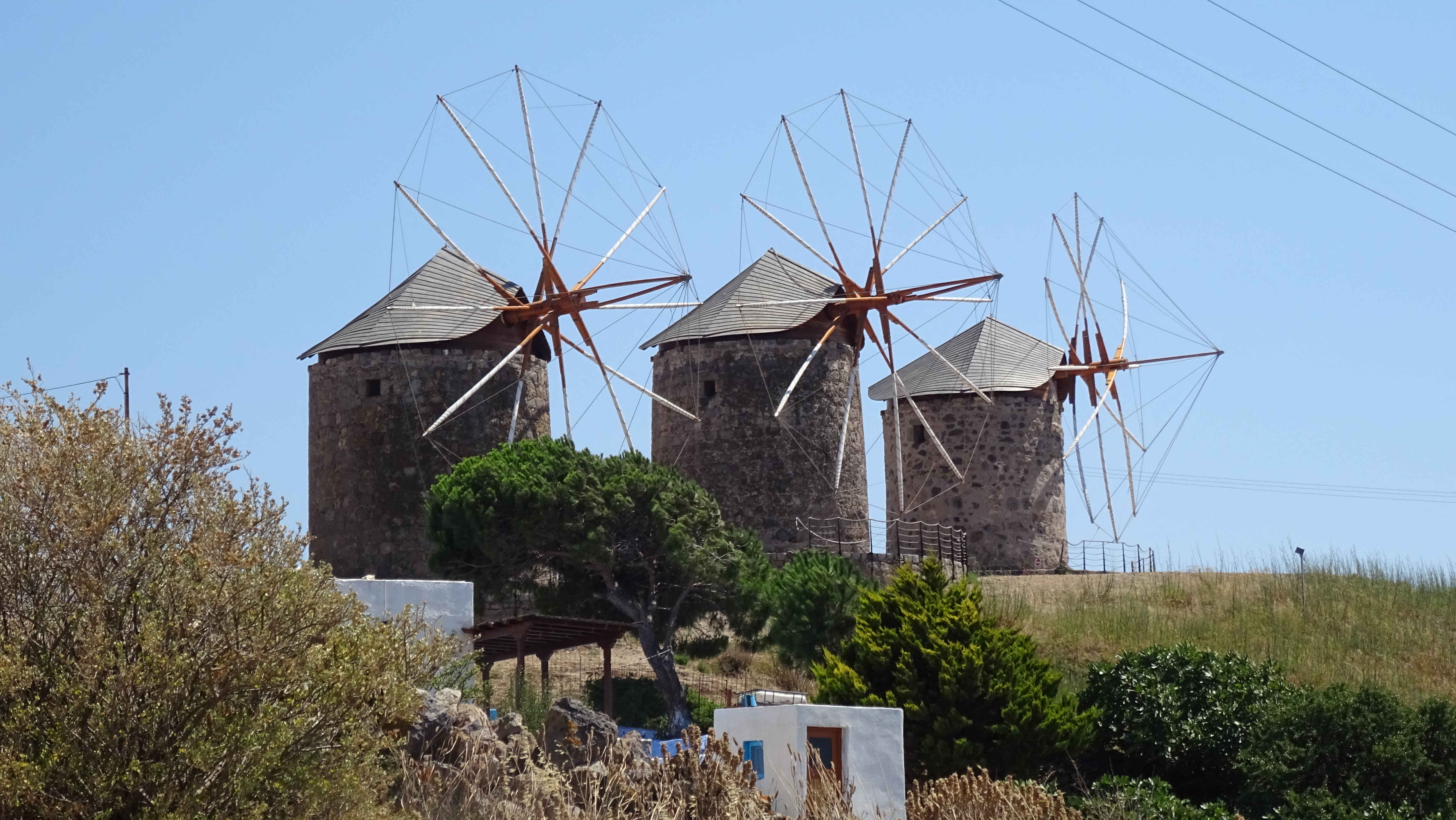
Szélmalmok Patmosz szigetén
A neoklasszista Athéni Akadémia (Ακαδημία Αθηνών, Akadimía Athinón)
Szent András-székesegyház neobizánci stílusban, Pátra
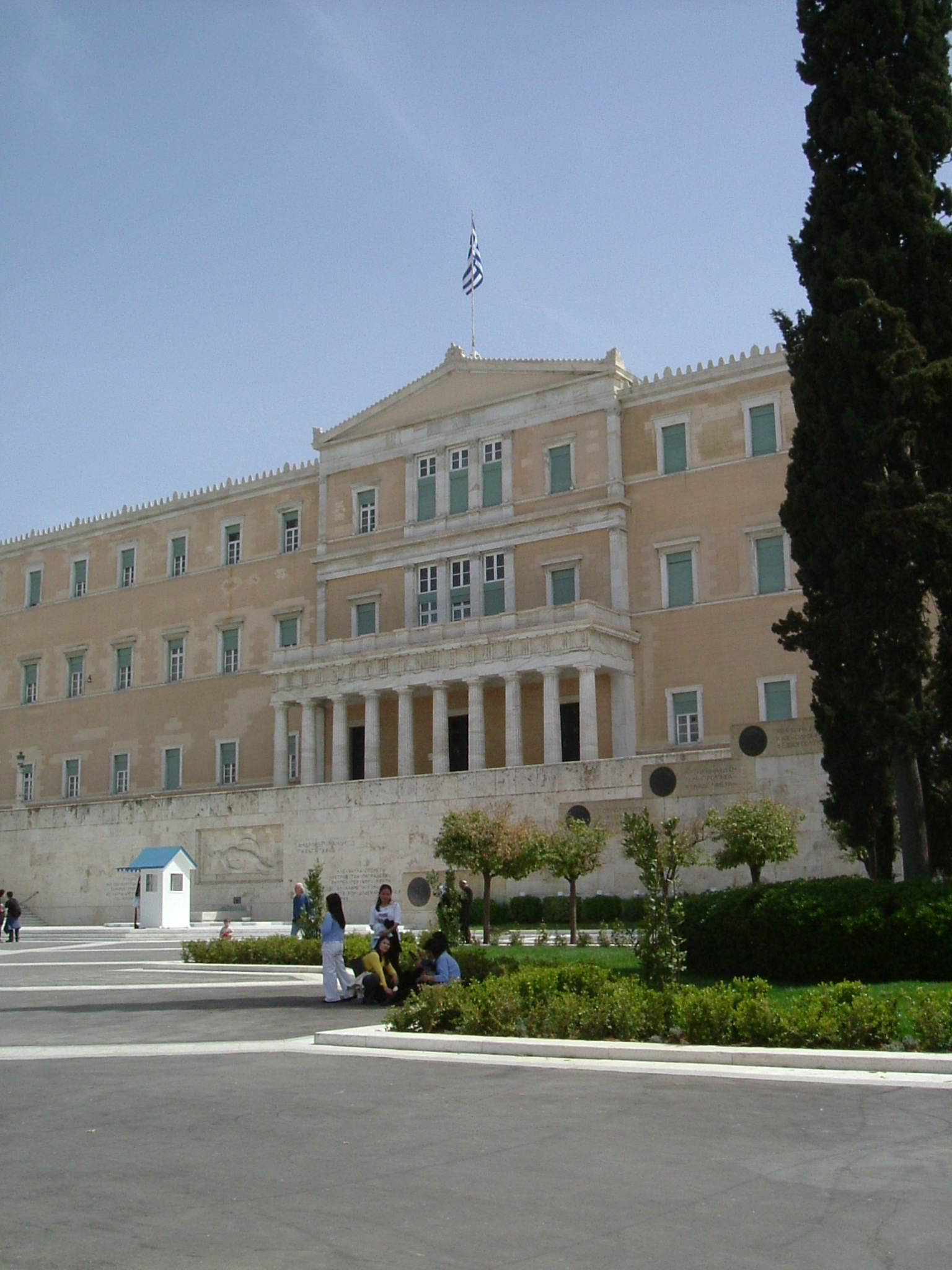
I. Ottó görög király uralkodása alatt épült a görög parlament

## Festészet

#### Az ókori Görögország
Az ókori festmények nagy része megrongálódott vagy elveszett. A görög festészet főleg az emberi alakot tanulmányozta. Képesek voltak ábrázolni tömegeket, szenvedélyeket és érzelmeket.
Jellemző volt a falfestmény készítése is. Több freskó is készült Mükénében, a knosszoszi épületegyüttesben és Tirünszban.

#### Bizánci Görögország

Mozaik a Daphni-kolostorban (1100).

Az ikonfestészet tilalma alatt megerősödött a keleti hatás. Amikor ez a tilalom megszűnt, az alakok továbbra is stilizáltak maradtak. A festett jelenetek szimmetrikusak, az alakok elmélyültek voltak. Több freskó is jó állapotban maradt fenn. Például az északi és déli fal frízei, melyen kiterjesztett szárnyú, térdelő angyalok láthatóak, amint szigorú ünnepélyességgel hódolnak a kis Jézust tartó Szűz Máriának.

#### Modern Görögország
A függetlenség után a romantika volt a jellemző stílus. Jelentős festők: Nikólaosz Jízisz, Jeórjiosz Jakovídisz, Nikifórosz Lítrasz, Konsztandínosz Volanákisz és Theódorosz Vrizákisz.
A mai görög festészetben és szobrászatban a modern nyugati irányzatok a hangadók, a nonfiguratív irányzat valamennyi ágának akadnak művelői. Egy-két kiválóságot, valamint Párizsban vagy az Egyesült Államokban működő művészt kivéve, a nagy többség a konformizmus jegyét viseli magán.

## Szobrászat

#### Ókori Görögország

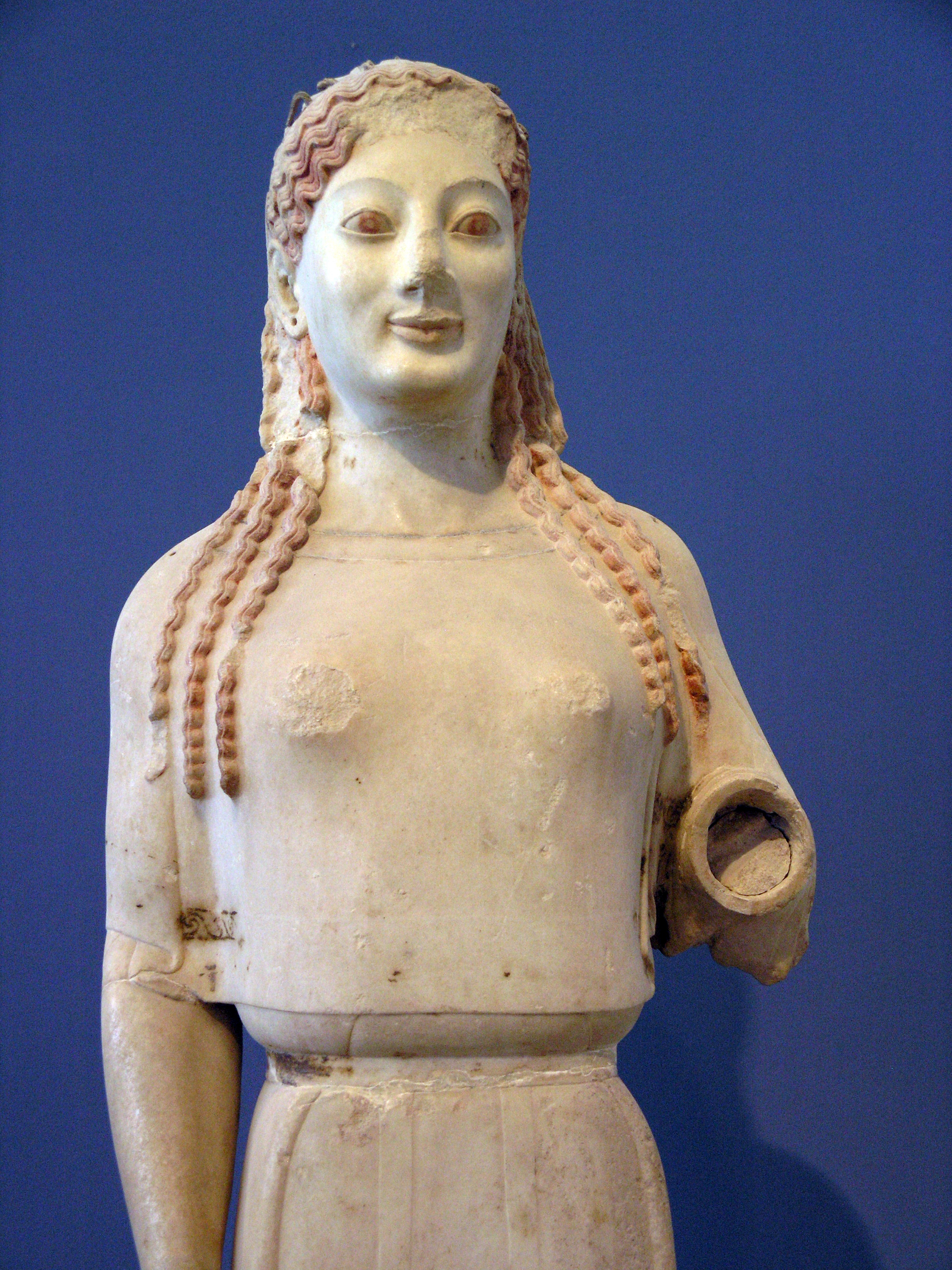
Peplos Kore az Akropolisz Múzeumban.

A legkorábbi görög szobrok fából (→ xoanon), a Kr. e. 6. sz.-tól mészkőből, majd főleg márványból vagy bronzból készültek.
Az archaikus kornak legjellemzőbb szobra a ballábbal előre lépő, kezeit törzséhez szorító erőteljes férfiszobor, az ún. teneai Apollon. Az archaikus női szobrok szigorú, párhuzamos redőkezelését az arc különös, finom mosolya és a gazdag színezés enyhíti. A legművészibbek köztük az athéni Akropoliszon előkerült kék és piros színekben pompázó leányszobrok (koré). A kora archaikus plasztika tömbszerű tömörségét és kifejező erejét kitűnően egyesíti a celosi Artemisz szobor. Az athéni Akropolis-múzeum borjúvivő alakja (moskhophoros) a Kr. e. VI. sz. első évtizedéből az archaikus ember és állatábrázolás remek példája, valamivel később készültek a korfui templom homlokzat-díszei, köztük egy ijesztő tekintetű futó Görgő (Medusa) alakjával. Kr. e. 550 körül keletkezhettek a siphnosiak delphoi-i kincsesházát díszítő márványdomborművek, az istenek és a gigászok küzdelmének ábrázolásával. A londoni British Museum xanthosi harpyia emléke a halottak és a haláldémonok alakjaival a görög vallásos művészet egyik legérdekesebb emléke.
A dél-itáliai archaikus görög szobrászat remekei a selinusi középső vártemplom metopéi. A korai görög sírdombormű egyik legismertebb példája az athéni Aristion emlék. Kr. e. 500 körül készültek az ún. aiginai szobrok. Az archaikus és a klasszikus kor közti átmeneti időszakban keletkezett az ún. ludovisi trónus (Róma, Museo Nazionale), előlapján a tengerből felbukkanó Aphrodité (Aphrodite Anadyomene, más értelmezés szerint az alvilágból felszálló Persephone) alakjával, oldalain az istennő ruhás és ruhátlan ábrázolásával. A kora klasszikus istenszobrok remeke az 1929-ben az Artemision hegyfoknál a tengerből kihalászott villámsújtó Zeusz kemény, de nemes vonásaival (uo. került elő egy nem sokkal későbbről származó vágtató bronzló és a rajta ülő lovászfiú alakja).
Jellemzőek voltak a monumentális szobrok, melyek nagyrészt márványból vagy bronzból készültek. A korra jellemző szobor volt a kurosz (ruhátlan ifjú).
Tökéletesen ábrázolták az emberi testet. 
Jelentős szobrok: Pheidiász Zeusz és Pallasz Athéné szobra, Mürón Diszkoszvető szobra és Polükleitosz Lándzsavívó szobra.

#### Bizánci Görögország
A kereszténység tiltotta a szobrok készítését. Ez idő alatt csak domborművek készültek, ezekből is csak kevés maradt fenn.

#### Modern Görögország
A nyugat befolyással volt a görög építészetre, jellemző irányzat volt a neoklasszicizmus. A szobrok fő témája az ókori görög antikvitás, a szabadságharc és fontos történelmi személyek voltak. Jelentős szobrász volt Leonídasz Drószisz (szobrai megtalálhatóak Athén főiskoláján), Joánisz Kószosz, Janúlisz Halepász és Jeórjiosz Bonánosz.

#### Az ókori Görögország
Az első görög nyelvű írásos töredékek (táblákon, agyagedényeken) a mükénéi típusú városokból maradtak ránk — ezeket a krétai eredetű, de a görög nyelv rögzítésére átalakított lineáris B írással jegyezték le.
Mükénét és a többi, hasonló kultúrájú várost az i. e. 12. század közepén a bevándorló dór törzsek pusztították el. Az ezután következő görög sötét korban az írásbeliség jóformán megszűnt, és amikor a kor végén, i.e. 800 táján újra megjelent, az már nem a szótag-, hanem betűírás (a máig fennmaradt görög ábécé őse) volt.
A sötét korban az irodalom legősibb formáinak tekinthető mítoszok alapvetően a szájhagyomány részeiként terjedtek, és csak az i. e. 8. századtól, a poliszok megerősödése után kezdték lejegyezni őket.
A lantkísérettel előadott eposzok verselése időmértékes volt, fő sortípusa a hexameter. A műfaj főleg Kis-Ázsia görög nyelvű városaiban virágzott. Ebben az időszakban alakultak ki az elbeszélő és lírai költészet első formái is.
A dráma két fő műfaja a tragédia és a komédia lett.

#### Modern Görögország
Az újgörög irodalom szoros szálakkal kapcsolódik az antikvitáshoz. Mindenekelőtt az ezernyi változáson átment, s talán éppen ezért örök életű görög nyelv a közvetlen kapcsolat a távoli múlt és a jelen között. Az újgörög irodalom azonban mégsem az esztétikailag és nyelvileg egyaránt megmerevedett, bizánci literatúrából alakult ki. 
Konstantinápolynak a törökök által való elfoglalása és a bizánci birodalom bukása (1453) után megsemmisült a görögség önálló nemzeti élete s ezzel a klasszikus görög nyelv használata aránylag gyorsan háttérbe szorult. Helyébe a népnyelv lépett, mely egyre több idegen, főképp szláv elemet vett fel és megbontotta a klasszikus nyelv grammatikai és mondatszerkezetét. Ekképp keletkezett az újgörög nyelv, amely igen lassan tudott irodalmat alakítani. 1453 után századokig nem alkotott jelentősebb művet, s csak a 18. sz. közepe óta jött lendületbe. Francia, angol, olasz hatások alatt, a Nyugat irodalmi formáihoz csatlakozva, indult meg az alkotó munka. A legfontosabb kérdés a nyelv-kérdés volt : visszatérjenek-e a klasszikus görög nyelvhez, vagy fejlesszék ki a népnyelvet irodalmi nyelvvé. Ezt a kérdést Adamankos Koráén munkássága vitte előbbre, mégpedig a népnyelv javára. Az első , kiváló újgörögköltő, Dionysios Solamosa népköltészet forrásához ment vissza; mellette unokatestvére, Aristoteles Valaprilis működött hasonló szellemben : az előbbi főként a lírát, az utóbbi a francia romantikus stílusú drámát és epikát művelte. Velük szemben azonban egy merev akadémikus irány érvényesült, melynek vezére, A. It. Ronganis, szinte uralkodó hatalom lett bizánci szellemű elméletével és gyakorlatával. A görög szabadság kivívása óta egyre élénkült az irodalmi élet, de az akadémikus irány uralkodott sokáig. A XIX. sz. közepetájáról Lalakosias és Markoras költők nevei emelkednek ki, s a versben a népies, a prózában a klasszicizáló nyelv kezdett uralomra jutni. A sz. második felében új áramlatok hoztak nagy vitát, Rhoedis fellépésével, s a 19. sz. vége felé ez az új nemzedék diadalra vitte a népnyelvet mind a versben, mind a prózában. Ez irány nagy tehetségei: Drosinis, Palamas és Psieharis, az első kettő költő, a harmadik nyelvtudós.
A 18. század végén és a 19. század első évtizedeiben kialakuló újgörög kultúra és irodalom forrása és szülőanyja az európai kultúra és irodalom volt. 
A 20. századból kiemelhető még Níkosz Kazandzákisz a Zorbász, a görög című regényével.

## Filozófia
Az ókori görög filozófia a Kr. e. 6. században alakult ki, és folytatódott a hellenisztikus időszakban, valamint azon időszakban, amikor Görögország és a legtöbb görög által lakott terület a Római Birodalom része volt. A filozófiát arra használták, hogy nem vallásos módon értelmezzék a világot. Sokféle témával foglalkozott, beleértve a csillagászatot, a matematikát, a politikai filozófiát, az etikát, a metafizikát, az ontológiát, a logikát, a biológiát, és a retorikát is.
Az ókori Görögország aranykorát megelőző időszak vezető filozófusai: Thalész, Pithagorasz, Hérakleitosz, Prótagorasz és Démokritosz voltak. Szókratész az etikát és a politikát vizsgálta. Legnagyobb tanulója, Platón Szókratész kérdés-válasz módszerét használta filozófiai problémák kivizsgálására híres párbeszédeiben.
A görög filozófia a kezdete óta nagyban befolyásolta a nyugati kultúrát.
Az európai filozófia történetét tulajdonképp a kis-ázsiai görög Thalésztől (Kr. e. VI. sz.) számítják, aki először kereste a feleletet arra a kérdésre, hogy micsoda a létező dolgok legbenső, állandóan megmaradó valósága.
Nincs az európai gondolkozásnak egyetlen bölcseleti kérdése, amelyre feleletet adni a görög bölcselet meg ne kísérelte volna és nincs egyetlen kategóriája, amely ne a görög gondolkozás talajából sarjadzott volna. A görög bölcselet szülőhazája a kis-ázsiai partok mentén elhúzódó ión gyarmatok voltak, amelyeken a jólétben, sőt gazdaságban élő görögök az élet nagy kérdései iránt először kezdtek minden érdek nélkül elmélkedni. Az ión természetbölcselet vetette fel először a kérdést, hogy vajon melyik az a végső elv, amelyre az egész világegyetem a maga összes jelenségeivel visszavezethető és megérthető.

## Film

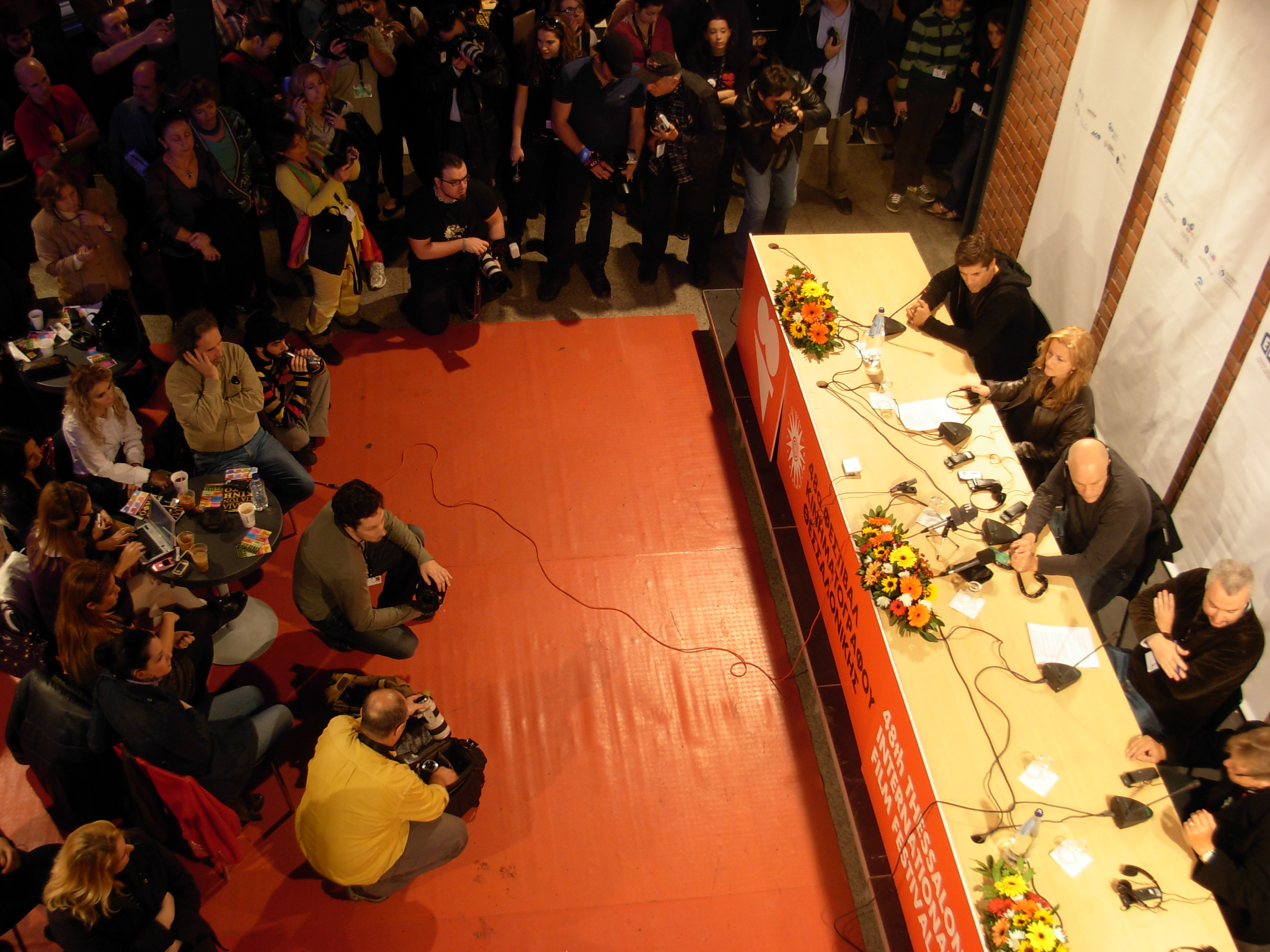
Sajtótájékoztató a Thesszaloniki Nemzetközi Filmfesztiválon

Az első tényleges mozit 1907-ben nyitották meg Görögországban. 1914-ben megalakult az Asty Films Company, és elkészült az első görög egész estés némafilm, a Gólfo (Γκόλφω). Orésztisz Lászkosz 1931-ben rendezte a Daphnisz és Khloé című romantikus filmet, mely először tartalmazott meztelen jelenetet a történelem során, egyúttal az első külföldön is játszott görög film volt.
1944-ben Katína Paxinú kapta az Oscar-díjat a legjobb női mellékszereplő kategóriában az Akiért a harang szól című filmben nyújtott alakításáért.
Sokak szerint az 1950-es és 1960-as évek voltak a görög filmek aranykora. Számos nemzetközi elismerést szereztek: Mihálisz Kakojánisz, Alékosz Szakeláriosz, Melina Mercouri, Níkosz Cifórosz, Jákovosz Kambanélisz, Katína Paxinú, Níkosz Kúndurosz, Ellie Lambeti, Irene Papas és mások. Több mint hatvan film készült el évente. Jelentősebb filmek voltak: O drakos (Níkosz Kúndurosz rendezte), Stella (1955) és a Bitter Bread (1951).
Az 1970-es, 1980-as években Theo Angelopoulos több figyelemre méltó filmet rendezett. Az örökkévalóság meg egy nap című filmje Arany Pálma-díjat nyert az 1998-as cannes-i filmfesztiválon.

## Zene és tánc

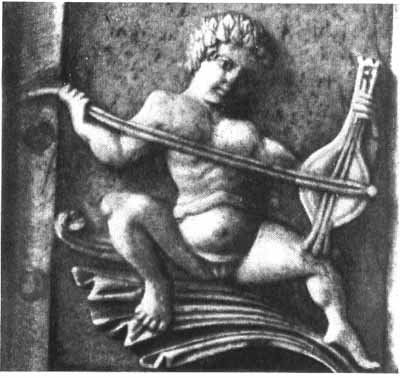
Legrégebbről ismert ábrázolása a lírának, egy bizánci koporsón található meg. A bizánci egyházzene erőteljes hatással van a modern görög zenére

Görögország zenei hagyománya változatos, a történelem során nagy befolyással volt rá a Római Birodalom, a bizánci liturgikus énekek, a közel-keleti zenék és a reneszánsz.

### Az ókori Görögországban
Az általános műveltség része volt a zene. A legjelentősebb hangszer a lant volt. A zene része volt a vallási szertartásoknak, a görög drámáknak és az olimpiai játékoknak. A görög zeneelmélet alapvető fontosságú, melyből a nyugati hangrendszer fejlődött ki. Az ókori görögök szerint a zene isteni eredetű, a zene istene Orfeusz. Tánc tekintetében is hatalmas örökséget hagytak az emberiségre, a vallási szertartások része volt már a kezdetektől. A legjellemzőbb ősi táncok a körtáncok, fegyvertáncok és az örömtáncok voltak.
Ünnepélyek alkalmával és színi előadásaikon karddal, lándzsával, pajzzsal és virágfüzérekkel v. esetleg fátylakkal a kezükben táncoltak. Szobraik és domborműveik sokféle és változatos táncaikról tanúskodnak. Táncaikat hárfa és énekszó kísérte. A kilenc múzsák egyike, Terpszikhoré a táncnak volt szentelve.
Az első műfaj a varázsének volt: táncolt és énekelt szöveg, később rendszerint hangszerrel is kísérve, amely egyben a munkadal funkcióját is betöltötte. A munka irányítása az egyes nemzetségek vezetőire, varázslóira hárult, akik a nemzetség sajátos munkaismereteinek letéteményesei és tanítói, elő táncosai és előénekesei voltak. Ezért volt a „zene", a musziké tekhné ('múzsás mesterség') a vezetők kiváltsága (septem artes liberales), az egyetlen mesterségfajta, amely a „vezető körök" tagjaihoz (hoien kükló) méltó volt, a varázsénekek ismerete ui. a vezetés képességét és jogát jelentette.
A legrégibb görögvarázsénekek a vadászattal és harccal foglalkozó akháj törzsek haditáncához kapcsolódtak. Ez a tánc, úgy látszik, napjainkig fennmaradt és népszerű; és ma kalamei körtáncnak nevezik. A tánc az epikus hexameter ritmusát adja. Az erre a táncra énekelt akháj varázsénekek a későbbi ókorban változatlan ritmussal hősénekekké alakultak át.
Az istenek kultuszainak kialakulását is az isten erényeire és csodás tetteire vezették vissza az ekkoriban keletkezett epikus himnuszok. A hősénekeket az i. e. 8. sz.-ban, az apidoszoknak nevezett énekmondók eposzokká dolgozták át.

### Bizánci Görögország
A szertartások alatt az egyszólamú dallamok voltak a jellemzőek. Kizárólag vokálisan adták elő, mert a görög egyházi törvények nem engedték meg a hangszeres kíséretet. A szöveg és a dallam szoros egységet alkot és elválaszthatatlan a liturgiától. Népszerű táncok voltak ebben az időszakban: Syrtos, Geranos, Mantilia, Saximos, Pyrichios és a Kordakas.

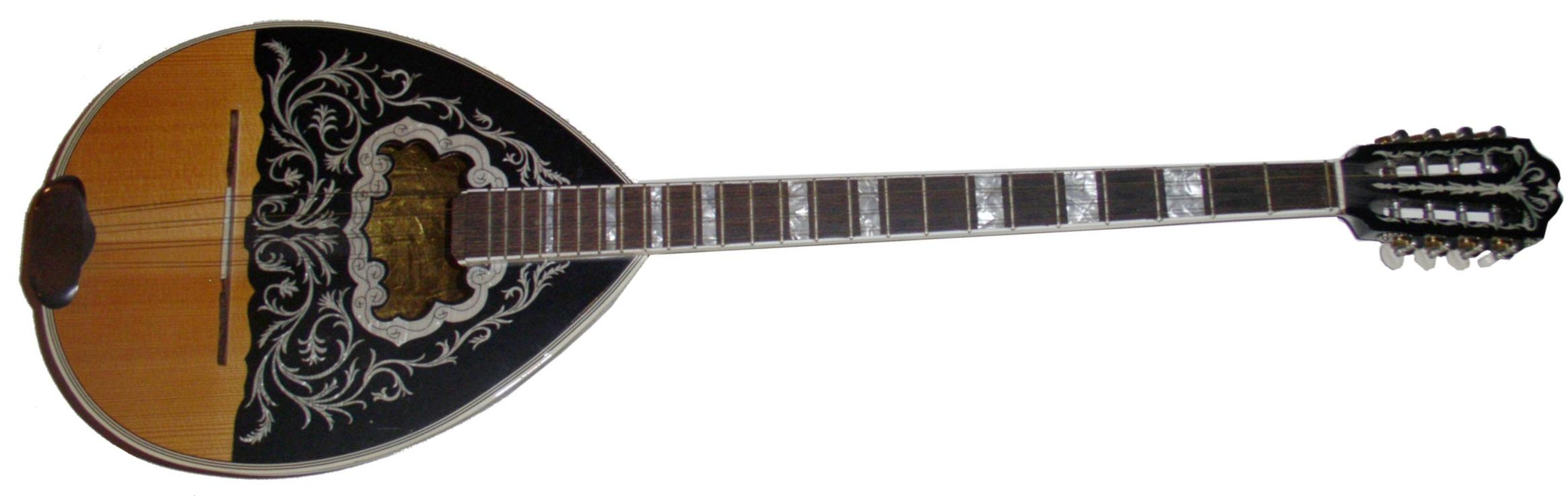
Buzuki pengetős hangszer

### Modern Görögország
Számos nemzetközileg ismert zeneszerző és előadó született a 20. században, például: Iannis Xenakis, Maria Callas, Níkosz Szkalkótasz, Míkisz Theodorákisz, Dimitris Mitropoulos és Vangelis. A népzenében oszmán elemeket is lehet hallani. A blueshoz hasonlító Rembétiko fénykora az 1930-1950-es évekre tehető. 
Népszerű hangszer a buzuki, melynek őse egy háromhúros hangszer, a pandura volt.

## Színház

### Ókori Görögország

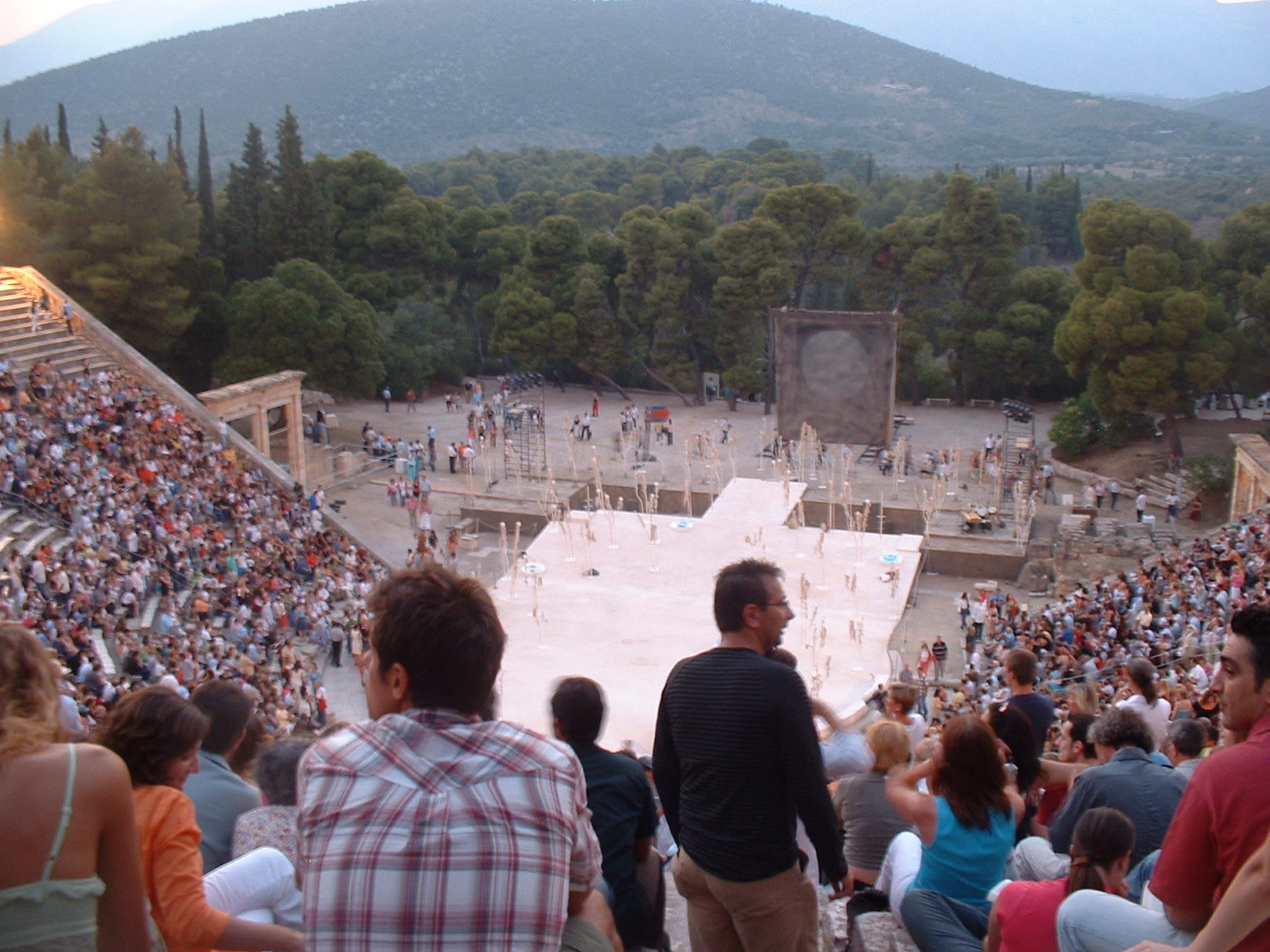
Az epidauroszi színházat még mindig használják

Az ókori görög színház három részből állt: orkhésztra, theatron, szkéné. Az érdekessége a felépítésének az, hogy ezek a részek különböző korszakokban alakultak ki, így végleges formáját csak a hellenisztikus korban nyeri el. Nők nem lehettek színészek, a női szerepeket férfiak vagy kisfiúk játszották el. Jellemző kellékek volt a maszkok, melyeken látható volt a szereplő érzelmi állapota. A görög dráma eredete Dionüszosz ünnepeihez kapcsolódik.

### Középkor
A bizánci időszakban a színjátszás erősen csökkent. Csak egyetlen formája maradt meg, a népi színház, melyet maga az állam akart betiltani. A török időszakban a Karagiozis vált népszerűvé a népművészetben.

### Modern Görögország

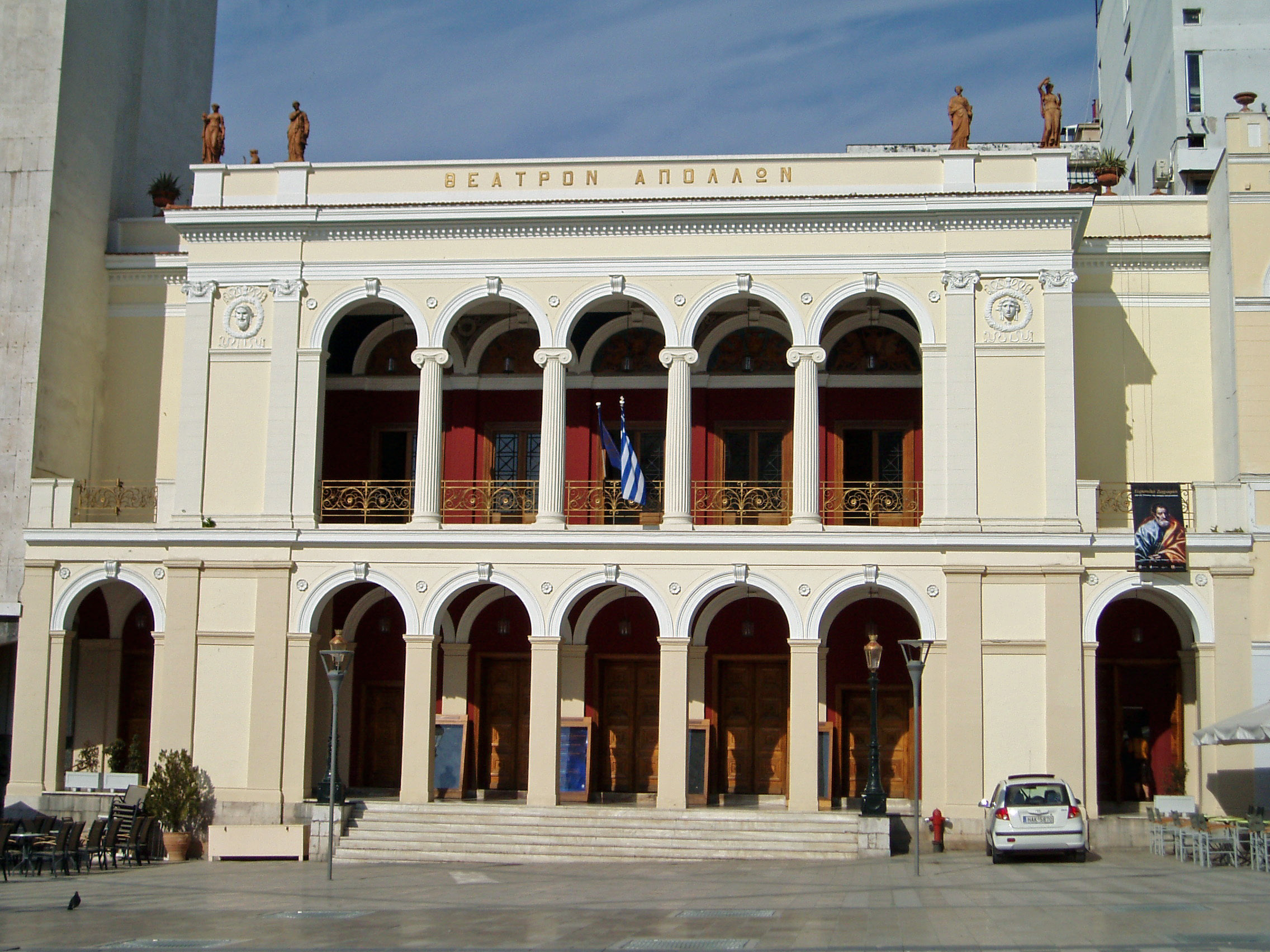
Apolló Színház Pátrában

A modern görög színház a 19. század elején született. A Nobile Teatro di San Giacomo di Corfù volt az első színház és operaház a modern Görögországban. Az első operát (O ipopszífiosz vuleftísz) Szpirídon Xíndasz írta 1867-ben. Az athéni színházban domináltak a revük, zenés vígjátékok, operettek és nocturnék. figyelemre méltó drámaírók voltak: Szpirídon Szamárasz és Theófrasztosz Szakelarídisz.
A Nemzeti Görög Színház 1880-ban alakult. Jelentős színészei: Kivéli Andrianú, Maríka Kotopúli, Emíliosz Veákisz, Orésztisz Makrísz, Katína Paxinú, Mánosz Katrákisz és Dimítrisz Horn. Jelentős rendezői: Dimítrisz Rondírisz, Aléxisz Minotísz és Károlosz Kun.

## Gasztronómia
Az első szakácskönyvet i. e. 320-ban írta Arkhesztratosz a történelemben.
|         |        |
| Muszaka | Gírosz |

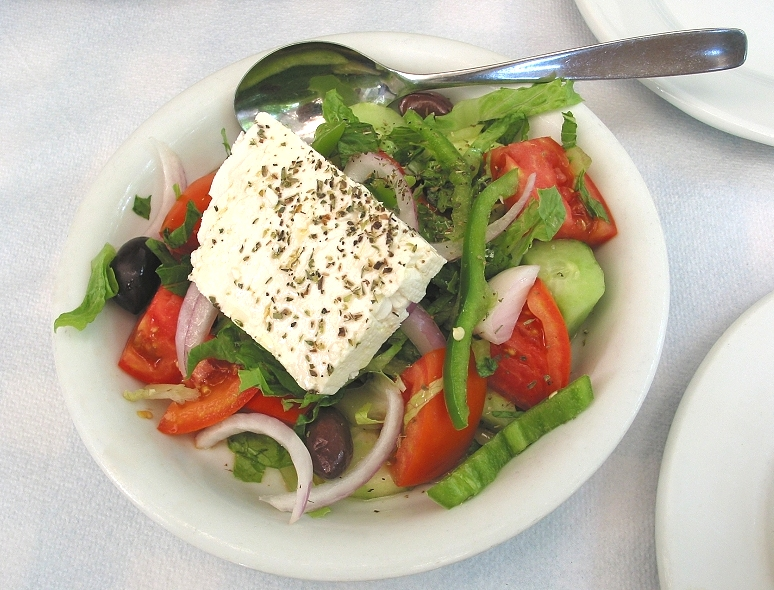
Görög saláta

A görög konyha alapvetően a marha- és birkahúsra épül. Számos fűszert használnak ételeik ízesítéséhez, például oregánót, bazsalikomot, koriandert, olívaolajat és fahéjat. Közkedveltek a saláták, melyeket akár főételként is fogyasztanak.
Nemzeti ételük a Magyarországon is jól ismert gírosz (γύρος: jírosz / gyros), mely pitába töltött bárányhús zöldségekkel, de létezik csirkés változata is. További ismert görög ételek a muszaka, a pasticio, a bifteki, a szudzukaki, a kokiniszto, a kritharaki, illetve a gigantesz plaki. Elterjedt saláta a dzadzíki (τζατζίκι; tzatziki), amely joghurtból, uborkából, fokhagymával és olívaolajjal készül. Gyakori reggeli étek a mézes joghurt.
- kondoszúvli (görög κοντοσούβλι) - húsétel, amit nyárson sütnek; maga a szó „húsnyársat” jelent
- szuvláki (görög Σουβλάκι) - rövid fa- vagy fémnyársra húzott húsdarabkák elnevezése

A görögök, tengeri nép lévén rengeteg halat és tengeri állatot esznek. Elterjedt a szőlőecetben áztatott aszalt olívabogyó, a fehér kecske-, juh- és tehéntejből készített sajt, a feta. Ez utóbbi az alapja a világszerte görög salátaként ismert vegyeszöldség-salátának, amelyet ők csak parasztsalátaként ismernek. Füstölt kecskesonka is gyakran kerül az asztalra.
Legelterjedtebb a bor fogyasztása, amelyből leghíresebb a gyantával készített fehérbor, a recína (Ρετσίνα), illetve a telt, vörös mazsolabor, a mavrodáfni (Μαυροδάφνη). Emellett világhírre tett szert az ouzo (ούζο: úzo) nevű ánizsos párlat, a borpárlatból és fehérborból készült Metaxa, valamint a cípuro (Τσίπουρο), ami egy törkölypárlat.
Számos fűszert használnak ételeik ízesítéséhez, például oregánót, bazsalikomot, koriandert és fahéjat. Közkedveltek a saláták, melyeket akár főételként is fogyasztanak. Az egy főre jutó halfogyasztás magas, a borfogyasztásnak is színvonalas kultúrája van. Nagyrészt könnyű mediterrán borokat termelnek, melyek vörös vagy rozé típusúak. A görög konyhára hatással volt a több száz éves török uralom. Alapvetően török hatásra került a görög konyhába a gírosz és a szuvláki.

## Oktatás

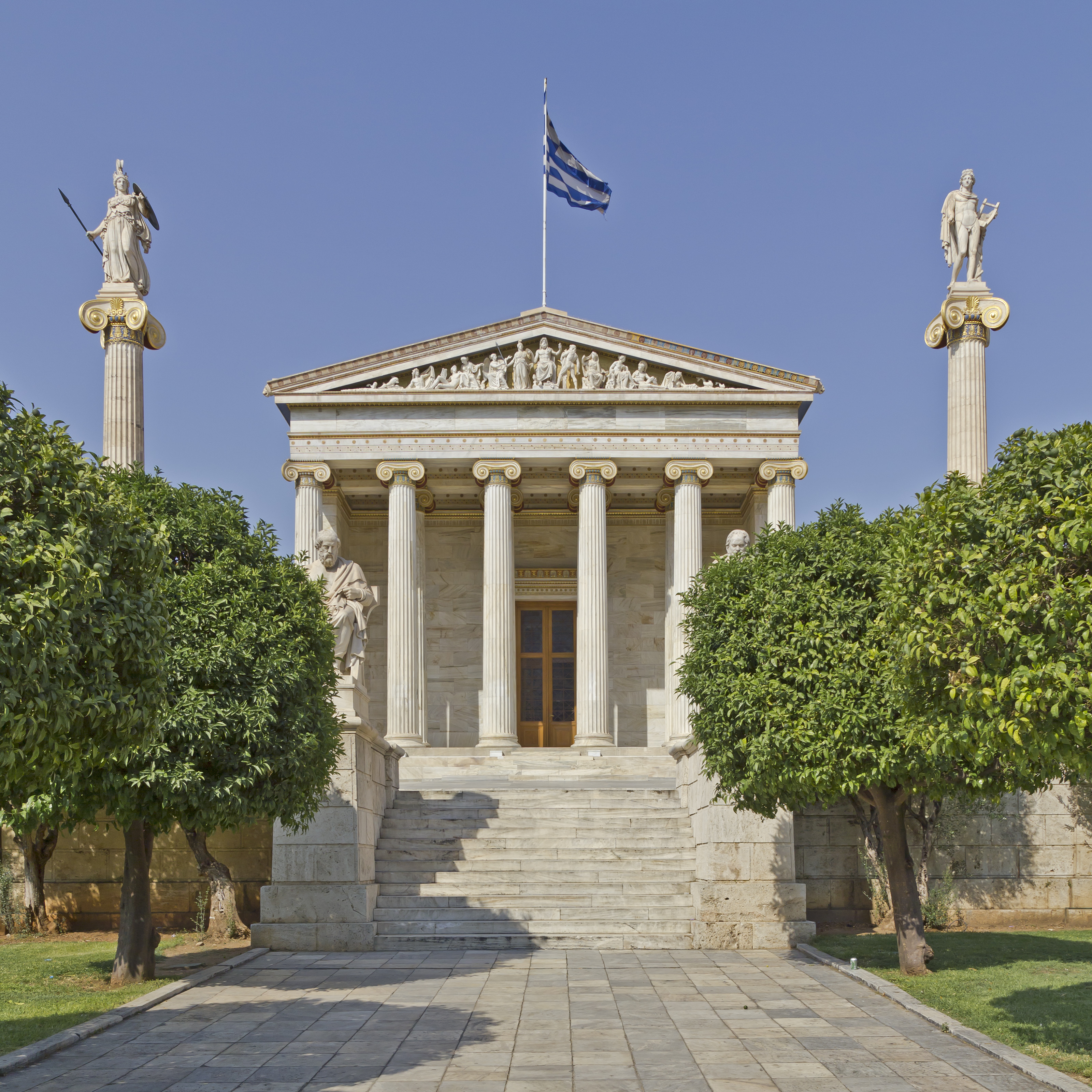
Az Athéni Akadémia a legmagasabb tudományos testület az országban

Görögországban tanköteles minden 6-15 közötti gyermek. 2,5 éves kortól járhatnak iskolai előkészítőre. Görögországban háromszintű az iskolarendszer: 
- alapfokú oktatás (6-12 év között kötelező),
- alsó középfokú oktatás (12-15 év között kötelező),
- felső középfokú oktatás (15-18 év között szabadon választott). Ez utóbbi 1997 óta két iskolatípusra oszlik: 
  - általános középiskola (eniaio lykeio),
  - műszaki és szakközépiskola (technika epaggelmatika ekpaideftiriai).

## Társadalom
A görög nép kialakulása a dór bevándorlás lezajlása után még sokáig váratott magára. Csak az 5. század végén fejeződött be, a perzsa és a peloponnészoszi háborúk lezajlásával.
Ma a görögöket barátságos, vendégszerető emberekként jellemzik, akik büszkék az országuk történelmi és kulturális hagyományaira.

## Nyelv

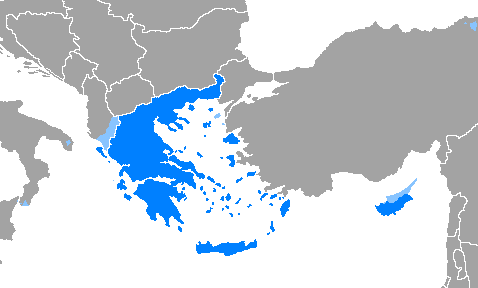
A sötétkék területeken hivatalos nyelv a görög

A görög nyelv az indoeurópai nyelvcsalád hellén ágába tartozik, közvetlen rokona nincsen. Anyanyelvi szinten 13 millióan beszélik a nyelvet. Körülbelül 3-4 millió ember él a diaszpórában. Az első írásos emlék több mint 3000 éves. Az újgörög két változatban létezett, népi és a mesterségesen létrehozott nyelv, 1976-ban a dimothiki változatot tették meg az ország hivatalos nyelvének.

## Politika
Görögország államformája parlamentáris demokrácia, élén az államelnökkel, akit ötéves időtartamra választ a parlament.
2017-ben két fő politikai párt van: a Pánhellén Szocialista Mozgalom (PASOK) és az Új Demokrácia (Nea Demokratia). Számos más, kisebb politikai párt létezik. A harmadik legnagyobb párt a kommunista párt (KKE). További kisebb pártok: Radikális Baloldali Koalíció (SYRIZA), Ortodox Népi Riadó (LAOS). A görög pártrendszer mai folyamatai egyértelmű kétpártrendszer képét rajzolják elénk, ugyanis a két nagyobb párt, az Új Demokrácia Párt és a PASOK szerzik meg a szavazatok jelentős többségét, így kevesen jutnak mellettük szóhoz.

## Vallás
Vallási megoszlás (2017)

### Ókor
Az ókori Görögországban többistenhit volt. Az olümposzi istenek az Olümposz hegyén laktak, pompában éltek és halhatatlanok voltak. Természeti erőket és emberi tulajdonságokat képviseltek. A vallásnak nem volt szent könyve, szent ligetekben tisztelték az isteneket: imával, énekkel és rituális tánccal.

### Modern kor
Napjainkban a görög-ortodox kereszténység van jelentős többségben.
A középkorban, a török megszállás után a görögök egy része áttért a iszlámra, de arányuk jelentősen csökkent a görög szabadságharc és az első világháborút követő lakosságcsere eredményeként. Hivatalos vallási kisebbségek a török nyelvű muzulmánok és a muzulmán bolgárok (pomákok), arányuk 2%. Sokáig kötelező volt a vallásoktatás az állami iskolákban, csak 2008-ban eltörölték.
A mai újpogány hellén vallás (Ἑλληνικὴ ἐθνική θρησκεία) az ókori görög vallás gyakorlását igyekszik feléleszteni.

### Isten-hit
A görögök általában vallásosak, és zömük hisz Istenben. Egy 2010-es tanulmány alapján a görög lakosság 79%-a hisz Isten létezésében, további 16%-uk hisz egy felsőbb intelligenciában, míg 4%-uk nem hisz egyikben sem.

## Sport

### Ókor
A görög nép alkotta meg az első öntudatos testedzési rendszert. A görögök célja az volt, hogy az ifjú teste minden részét edzze, erősítse és hogy ügyességét, idomainak szép arányát fejlessze. Kezdete visszanyúlik a Kr. e. II. évezredbe: a Kréta szigetén talált falfestmények sportjelenetei (ugrás, akrobatika, vadászás) szemléltetően igazolják, hogy már a Kréta mükénéi kultúra idejében gondot fordítottak a testedzésre. A homéroszi világ (Kr.e. XI — VIII. sz.) már teljes fényében ragyogtatja a testi kultúrát, hiszen versenyeket rendeznek nemcsak otthon, békés körülmények között, de a háborúban, ütközetmentes napokon is így verik el Homérosz eposzaiban az unalmat.
A gyermekek testi nevelése a palaisztrában kezdődött. Magánkézben lévő intézmény volt ez, a gyermek ebben ismerkedett meg a legősibb sportnak, a birkózásnak az elemeivel, egyébként játékkal (labdázás, szembekötősdi, sárkányeresztés, bujósdi, stb.) telt el a görög gyermekek idejének nagyobb része. A futást, amelyet akkor is minden testedzés alapjának tekintettek, csak rövidebb távokon gyakorolták. A komolyabb értelemben vett testedzés a gymnasionban kezdődött. Állami intézmény volt ez, amelybe Athénben 15. évük elérésével kerültek a gyermekek.
A gymnaszes, az állami tanító vezetése alatt végzett gyakorlataik között legfontosabb volt a birkózás, mert ez az egész testet, annak minden tagját, izmát foglalkoztatta. A legváltozatosabb fogásokkal, villámgyors kitéréssel, cselvetéssel törekedtek a győzelem elérésére. Győztesnek azt tekintették, aki ellenfelét háromszor levitte a földre.
Naponta többször gyakorolták a futást, mégpedig különböző távokon. A versenypályát, s annak hosszát egyaránt stadionnak nevezték (hossza államonként különbözött, 164—192 m között váltakozott). Gyakorlataik közben ennek törtrészein (Zo, Vi, Vi, Vs, Vi stad.) is futottak, de a kettős stadiontávot, sőt az idősebbek a hosszútávfutást (a dolikhosz, hossza 24 stad., kb. 4440 m) is gyakorolták.
Kedvelt gymnastikai gyakorlat volt az ökölvívás is. A mai boxkesztyűt még nem ismerték, szíjazott ököllel ütötték egymást s egyaránt dicséretet kapott, aki erőset ütött és az, aki állta. A birkózás és ökölvívás előtt olajjal kenték be magukat a versenyzők, hogy bőrük fel ne repedjen, s hogy tagjaik hajlékonyabbak legyenek, aztán homokkal hintették be magukat. Gyakorlataik befejeztével a testüket belepő port, homokot, sarat fémből v. csontból készült vakarókéssel (az ú. n. stlengis-szel) tisztították le (apoxyomenos).
A gymnasionban gyakorolták a magas-, de főképpen a távolugrást is. Az ugrás erejének növelésére kezükben kőből v. vasból, ónból készült lendítőt tartottak. A szép testtartás, a plasztikus, formás mozdulatok iskolája volt a diszkosz- és gerelyvetés. E kettő és a futás, távolugrás, birkózás tette ki a Kr. e. VIII. sz.-tól a pentatlont.
Főképpen a gymnasionok gyakorlatai alkották az istenek tiszteletére rendezett nagy versenyek számait, de itt már új számok is szerepeltek, így a VII. sz.-tól kezdve a pankration, amely a birkózás és ökölvívás egyesítése volt.
Ugyancsak a VII. sz.-tól kezdve szerepeltek a versenyek műsorán a lovasversenyek is, amelyek a hippodromban kerültek eldöntésre. A versenyek befejező száma a fegyveres futás volt. Ebben a versenyzők eleinte teljes fegyverzetben futottak, de az V. sz.-tól fogva már csak pajzs volt rajtuk.
Az Athene istennő tiszteletére Athénben négyévenként rendezett Panathenaián divatban volt a fáklyafutás: a versenyzők mintegy 2700 m távon égő fáklyával futottak; a futás érvénytelen volt, ha a fáklya futás közben kialudt.
Versenyeik közül az ugyancsak négyévenként rendezett olympia emelkedett a legnagyobb jelentőségre. D.G.-nak Elis nevű tartományában hegyektől szegélyezett völgyben feküdt Olümpia, több mint ezer esztendőn át ott rendezték Zeusz tiszteletére az olympiát, amelynek fényéről, nagyszerűségéről a görög irodalom számtalan remeke tanúskodik, de bizonyságot szolgáltatnak az újkorban végzett ásatások is.  A játékokat külön kiképzett versenybírák rendezték, a győztesek koszorút kaptak, a versenydíjat, a pénz vagy éremdíjazást nem ismerték.  Az eredményeket ritkán mérték, a görögöket csak az érdekelte, hogy a kérdéses versenyen ki lesz a legjobb.
Kr. e. 632-től a 12—20 éves gyermekek is versenyezhettek az olympiai koszorúért. A nők az olympián még nézőként sem jelenhettek meg, de számukra négyévenként külön versenyt rendeztek Olympiában, az ú. n. Heraiát. Ezen három korosztályra osztottan a futásban mérkőztek. Spártában és általában a dóroknál a nők ugyanazokat a gyakorlatokat végezték, mint a férfiak.
A nagy versenyek győzteseit diadalmenetben vitték városukba, szobrot állítottak nekik, adómentességben részesítették őket, s nem egyszer még a hadvezért is közülök választották.
A pánhellén játékok az ókori Görögország négy nagy sportfesztiváljának összefoglaló neve volt:
- olümpiai játékok – a legismertebb és legfontosabb, négyévente, Zeusz tiszteletére
- püthói játékok – négyévente Delphoi mellett, Apollón tiszteletére
- nemeai játékok – kétévente Nemea mellett, szintén Zeusz tiszteletére
- iszthmoszi játékok – kétévente, Korinthosz mellett, Poszeidón tiszteletére

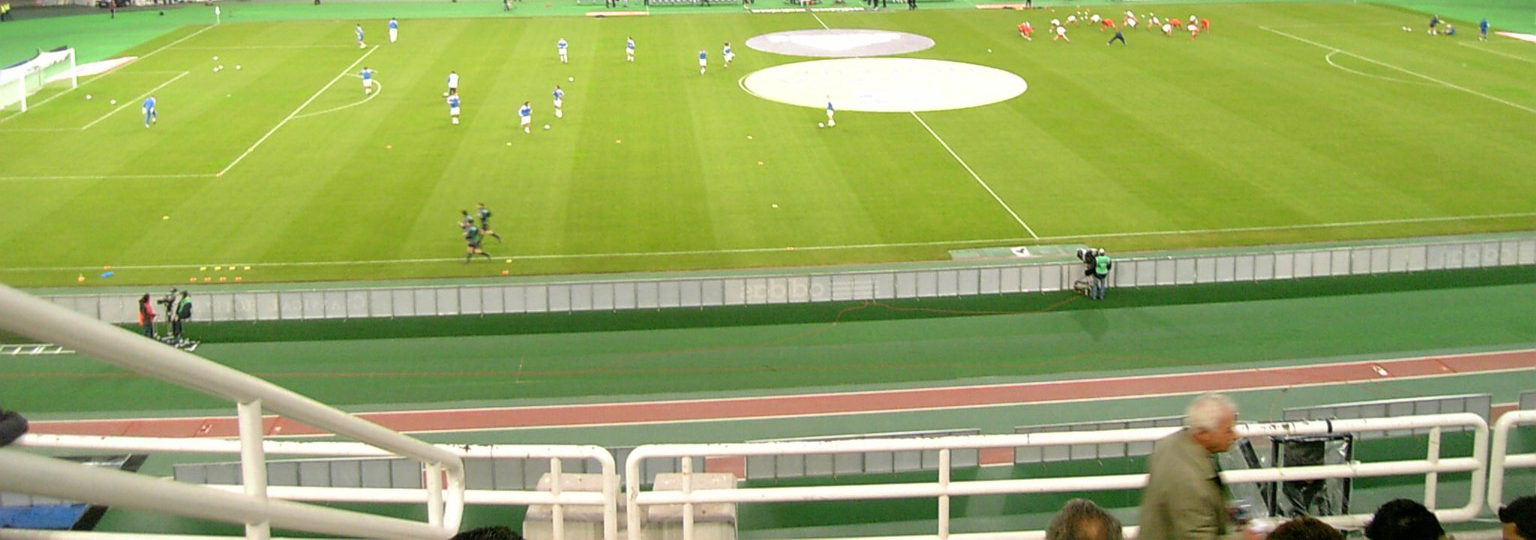
Az athéni Olimpiai Stadion

### Modern kor
Görögország előtérbe került számos sportágban az elmúlt évtizedekben. Görög sportolók jelentős sikereket értek el a következő sportágakban: kosárlabda, birkózás, vízilabda, atlétika, súlyemelés.

#### Olimpia
A 2004. évi nyári olimpiai játékokat Athénban rendezték meg. A görög sportolók 146 érmet nyertek 15 különböző sportágban.

#### Labdarúgás
A görög labdarúgó válogatott megnyerte a 2004-es labdarúgó-Európa-bajnokságot.

## Szimbólumok
Görögország nemzeti színei a kék és a fehér. 
Címere egy kék színű pajzs, rajta fehér kereszttel. A jelképet 1973, a monarchia és a katonai junta megszüntetése óta használják. Eredeti jelképe Pallasz Athéné és a bagoly volt.

## Munkaszüneti napok és fesztiválok
A görög jog szerint minden vasárnap munkaszüneti nap. Ezenkívül négy hivatalos, kötelező munkaszüneti nap van: március 25. (függetlenség napja), Húsvéthétfő, augusztus 15. Nagyboldogasszony napja és december 25. (Karácsony).
Jelentős ünnepek még: május 1. (a munka ünnepe) és október 28. (ohi nap).
| Dátum         | Ünnep                               | Görög név és átírva                                                  | Megjegyzés                                                                          |
| ------------- | ----------------------------------- | -------------------------------------------------------------------- | ----------------------------------------------------------------------------------- |
| Január 1.     | Újév napja                          | Πρωτοχρονιά Protochroniá                                             |                                                                                     |
| Január 6.     | Vízkereszt                          | Θεοφάνεια Theophánia                                                 |                                                                                     |
| változó       | Hamvazóhétfő                        | Καθαρά Δευτέρα Kathará Deftéra                                       | A nagyböjt 1. napja; 2020-ban febr. 24.                                             |
| Március 25.   | A nemzeti forradalom kezdete (1821) | Εικοστή Πέμπτη Μαρτίου Ikostí-pémpti Martiou                         |                                                                                     |
| változó       | Nagypéntek                          | Μεγάλη Παρασκευή Megáli Paraskeví                                    |                                                                                     |
| változó       | Húsvét                              | Κυριακή του Πάσχα Kiriakí tou Páscha                                 |                                                                                     |
| változó       | Húsvéthétfő                         | Δευτέρα του Πάσχα                                                    |                                                                                     |
| Május 1.      | A munka ünnepe                      | Εργατική Πρωτομαγιά Ergatikí Protomagiá                              |                                                                                     |
| változó       | Pünkösd                             | Πεντηκοστή' Pentikoszti                                              | Húsvét utáni 50. nap, a Szentlélek eljövetelének napja                              |
| változó       | Pünkösdhétfő                        | Δευτέρα Πεντηκοστής                                                  |                                                                                     |
| Augusztus 15. | Mária mennybemenetele               | Κοίμηση της Θεοτόκου Kímisi tis Theotókou                            | Szűz Mária legfontosabb ünnepe                                                      |
| Október 28.   | A „NEM” napja                       | Ημέρα του Όχι                                                        | A „NEM” Mussolini ultimátumára vonatkozik; az olasz hadsereg elleni győzelem ünnepe |
| November 8.   | Kréta nemzeti ünnepe                |                                                                      | Csak regionális ünnep                                                               |
| December 25.  | Karácsony                           | Χριστούγεννα Khrisztoúyenna                                          |                                                                                     |
| December 26.  | "Isten anyjának" dicsőítése         | Σύναξις Υπεραγίας Θεοτόκου Μαρίας Sinaxis Yperagías Theotókou Marías | Szűz Mária ünnepe                                                                   |

### Fesztiválok
A nagyobb fesztiválok közé tartozik:
- a Pátrai Karnevál (wd),
- az Athéni Fesztivál (wd)
- és a Thesszaloniki Nemzetközi Filmfesztivál (wd), mely a legfontosabb filmfesztivál Délkelet-Európában.